# Villa del Principe
La Villa del Principe, Palazzo del Principe, o ancora Palazzo di Andrea Doria a Fassolo (nella lingua ligure Villa do Prinçipe, oppure Paxo do Dria Döia) è una delle principali ville storiche di Genova, edificata nel Cinquecento in una zona che, al tempo della sua costruzione, si trovava fuori delle mura della città.
Costruita come residenza strettamente privata del principe ammiraglio genovese Andrea Doria - che pure vi ricevette sovrani e diplomatici di ogni nazione - non fu censita come Palazzo dei Rolli della Repubblica di Genova in quanto si trattava di una villa suburbana e non di un palazzo di città.
Dalla sua reggia, posta immediatamente al di fuori dall'antica porta di San Tomaso, verso Capo di Faro dove sorge la Lanterna, Andrea Doria manteneva la sua influenza sulla città pur rimanendo a distanza dal Palazzo Ducale, dove l'oligarchia aristocratica decideva ufficialmente le sorti della città in seguito alla restaurazione della Repubblica oligarchica. 

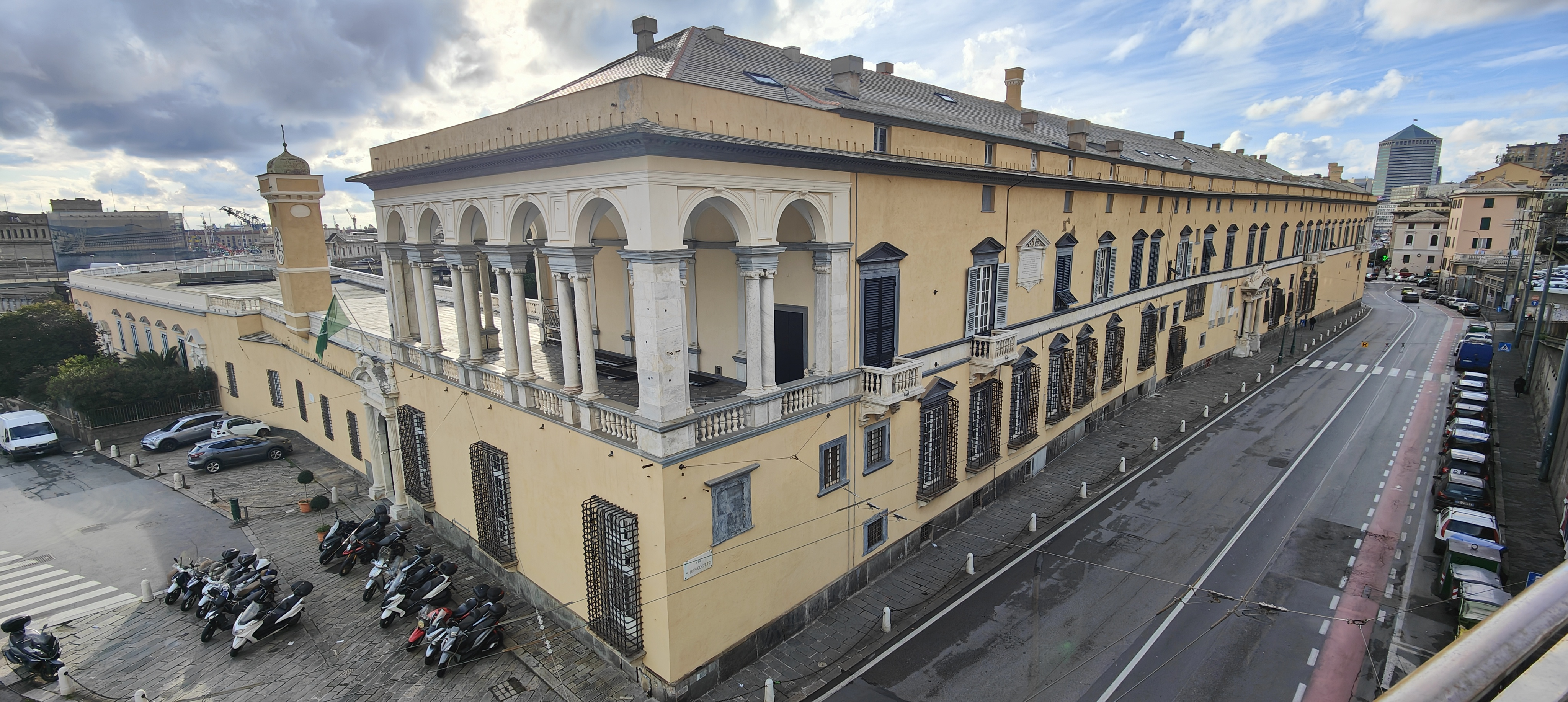
Vista di via S. Benedetto da via del Lagaccio nei pressi del Miramare. Dopo i due balconi successivi alle Logge si trova la targa dedicata a Giuseppe Verdi

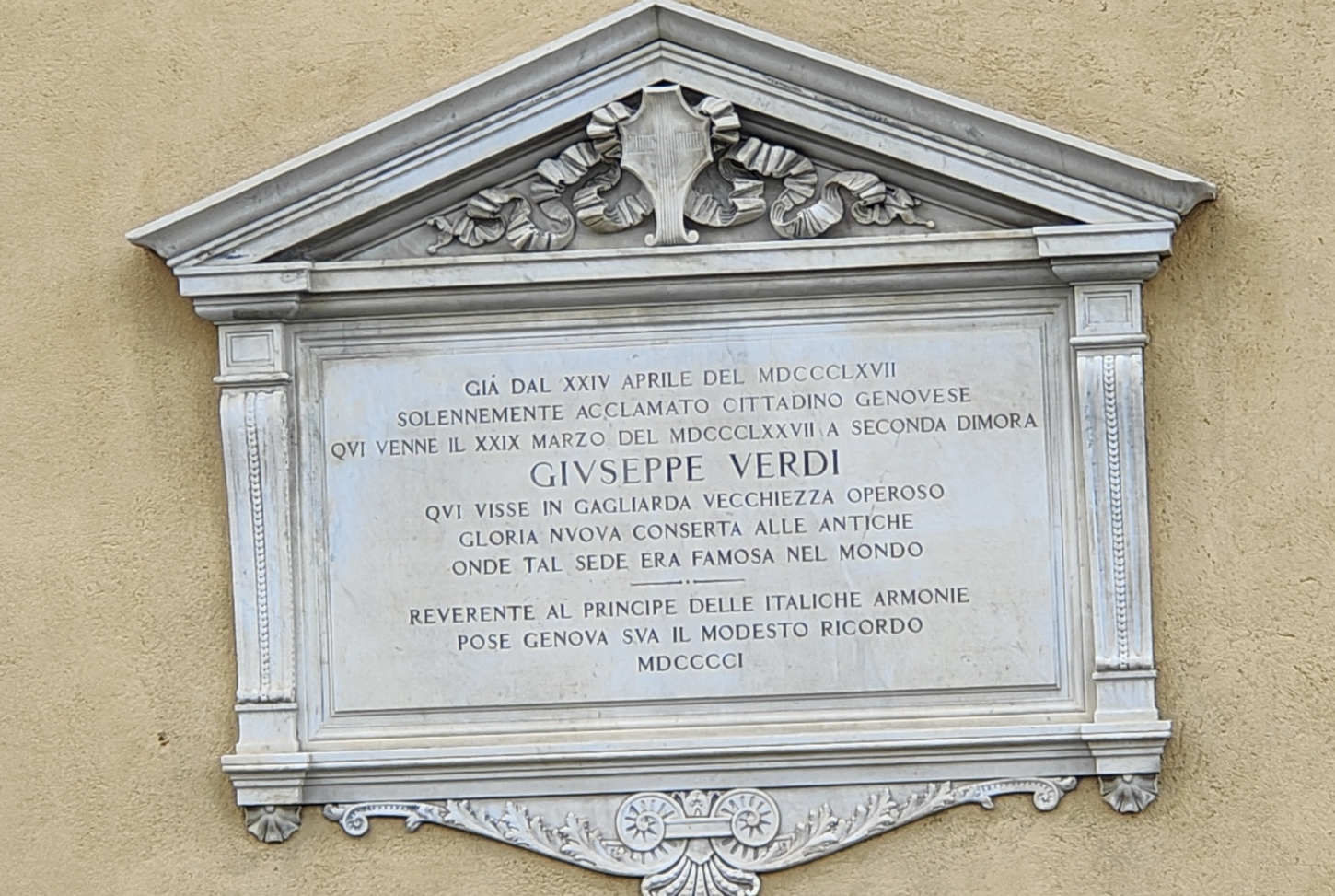
Targa marmorea del 1901 dedicata al maestro Verdi che qui soggiornò dal 29 Mar. 1877. Verdi fu proclamato dal sindaco Podestà cittadino genovese il 24 Apr. 1867

Dal 2013 Villa del Principe è di proprietà del Trust Doria Pamphilj, un trust italiano istituito per volontà della famiglia.

## Storia

### Andrea Doria e la liberazione di Genova nel 1528
Andrea Doria (Oneglia, 1466 – Genova, 1560) fu un aristocratico e ammiraglio della Repubblica di Genova. Dopo molti anni trascorsi come condottiero per la Repubblica e per altre potenze del tempo, nel 1528 si presentò con tredici galee davanti al porto di Genova - allora sotto occupazione francese - bloccandolo e sbarcando un gruppo di uomini armati che presero il controllo della città. Andrea scese a terra e, stupendo non poche persone, rifiutò la signoria della città che gli veniva offerta. A lui non interessavano i fasti del potere - diceva - bensì solo l'indipendenza, la concordia e la prosperità cittadine. Dietro a questo understatement probabilmente si celava una grande accortezza, unita ad una notevole conoscenza della politica genovese.
La famiglia Doria aveva sempre fatto riferimento alla chiesa di San Matteo, cappella gentilizia e luogo di sepoltura della famiglia dalla sua costruzione nel 1125. Il 12 settembre 1528, dopo la liberazione di Genova, Andrea Doria tenne il suo discorso al popolo dalle scalinate della chiesa e ricevette in dono dalla città un palazzo che però non volle mai abitare. Egli, infatti, preferiva rimanere in disparte, sufficientemente lontano dalla politica quotidiana da non farsene assorbire e condizionare, pur seguitando a tenere in mano i fili del potere. "Dodici riformatori" furono quindi incaricati della stesura di una nuova Costituzione, con la quale Genova divenne una repubblica aristocratica, mentre Andrea Doria rimase al centro della politica genovese come censore a vita e padre della patria.

### La villa del Principe a Fassolo

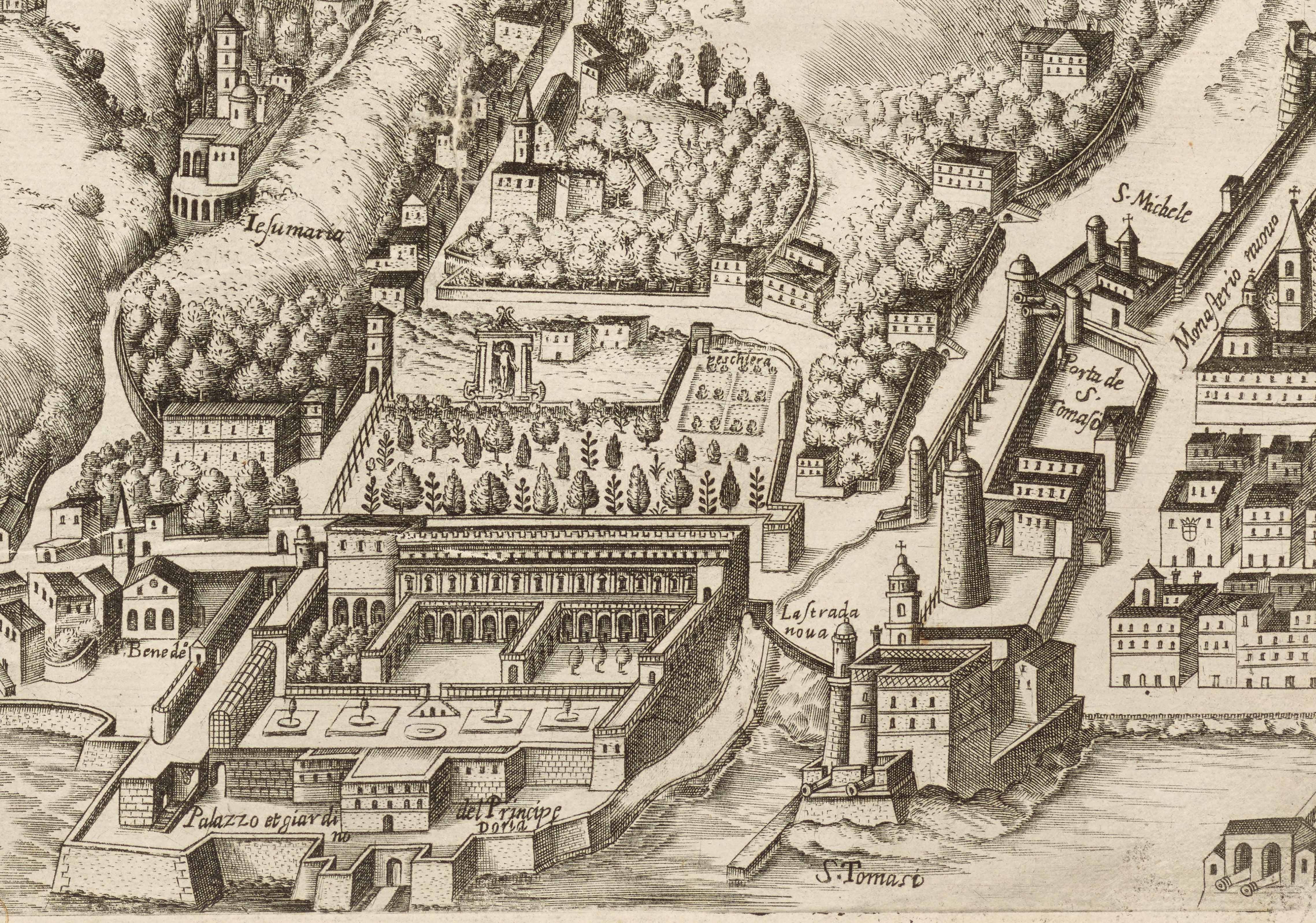
Un'antica vista della Villa del Principe, pubblicata nel 1637, con la statua del gigante a mezzacosta e gli antichi giardini all'italiana

Andrea Doria si ritirò a vivere nella sua villa di Fassolo, ove rimase fino alla morte. Nel 1521, egli aveva acquistato una villa a Fassolo dai Lomellini che, a loro volta, l'avevano acquistata nel 1498 dalla famiglia Recanelli. La villa fu devastata dai francesi durante gli eventi bellici del 1528, cosicché Andrea Doria ne commissionò il rinnovamento, dopo aver acquistato nel 1529 anche il palazzo confinante dei Giustinani Furneto. L'incarico fu assunto da Perino Buonaccorsi, detto Perin del Vaga (1501 - 1547) e da artisti raffaelleschi al suo seguito, che completarono i lavori negli anni 1529-1533. Le due unità architettoniche, ancorché unite ed integrate, rimasero accostate nella ristrutturazione del Perino. Dopo la morte di Andrea Doria, la villa fu allargata da Antonio Roderio con la costruzione di stanze a ponente. I lavori continuarono nel 1578 con la costruzione delle logge a mare ad opera di Giovanni Ponziello.
La villa del Principe a Fassolo, la preferita di Andrea Doria e del suo successore Giovanni Andrea, rimase al centro della vita politica, artistica e mondana di Genova per tutto il Cinquecento. Nel 1529 e nel 1533 ospitò l'imperatore Carlo V e nel 1548 il re di Spagna Filippo II. Le cronache raccontano i ricevimenti sul mare, le giostre in onore degli ospiti illustri e i fuochi per celebrare gli avvenimenti fortunati: una vera e propria "corte", l'unica che la Repubblica di Genova abbia mai conosciuto. Ancora nell'Ottocento la villa ospitò Napoleone Bonaparte, Vittorio Emanuele II e Giuseppe Verdi.
Nel 1854 la costruzione della ferrovia distrusse il giardino a Nord, mentre l'edificazione della Stazione marittima e l'allargamento di via Adua hanno allontanato l'edificio dalla costa.

## Descrizione

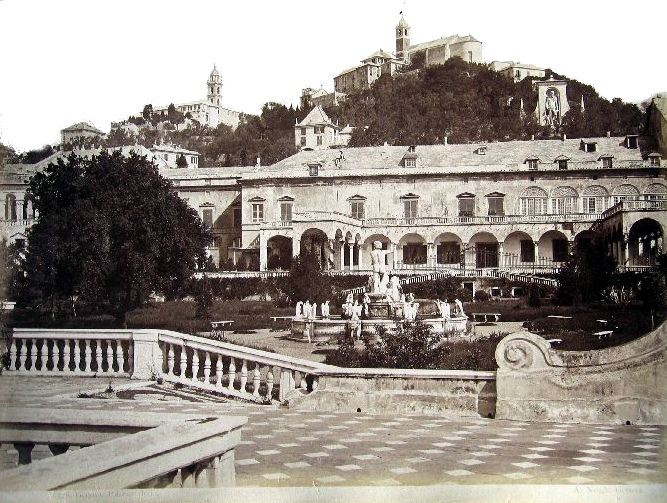
La villa del Principe in un'immagine ottocentesca di Alfred Noack

### Architettura
La villa presenta molteplici interventi e stratificazioni che ne rendono impossibile una definizione unitaria. La facciata a nord su via San Benedetto si presenta chiusa e compatta, animata dal portale realizzato da Perin del Vaga e Silvio Cosini, che reca sul timpano l'arma dei Doria e la scritta "Fundavit eam Altissimus". La facciata sud, rivolta verso il mare, è un gioco di logge e terrazza, con una particolare asimmetria in quanto il progetto architettonico ebbe un interesse più rivolto alla decorazione che alla struttura, producendo una alternanza dei colonnati, delle terrazze e delle logge. Le unità architettoniche delle strutture precedenti al rinnovamento, voluto da Andrea Doria e realizzato dal Perino, non si fondono completamente se non in un tentativo di unità nelle sale del piano nobile. L'intervento del Perino diventa invece essenziale nella Loggia degli Eroi, che dimostra un gusto diverso dal cortile sottostante a colonne corinzie. Le logge laterali, col motivo a serliana, sono posteriori, e contribuiscono ad aggiungere grandiosità alla struttura.

### Decorazione

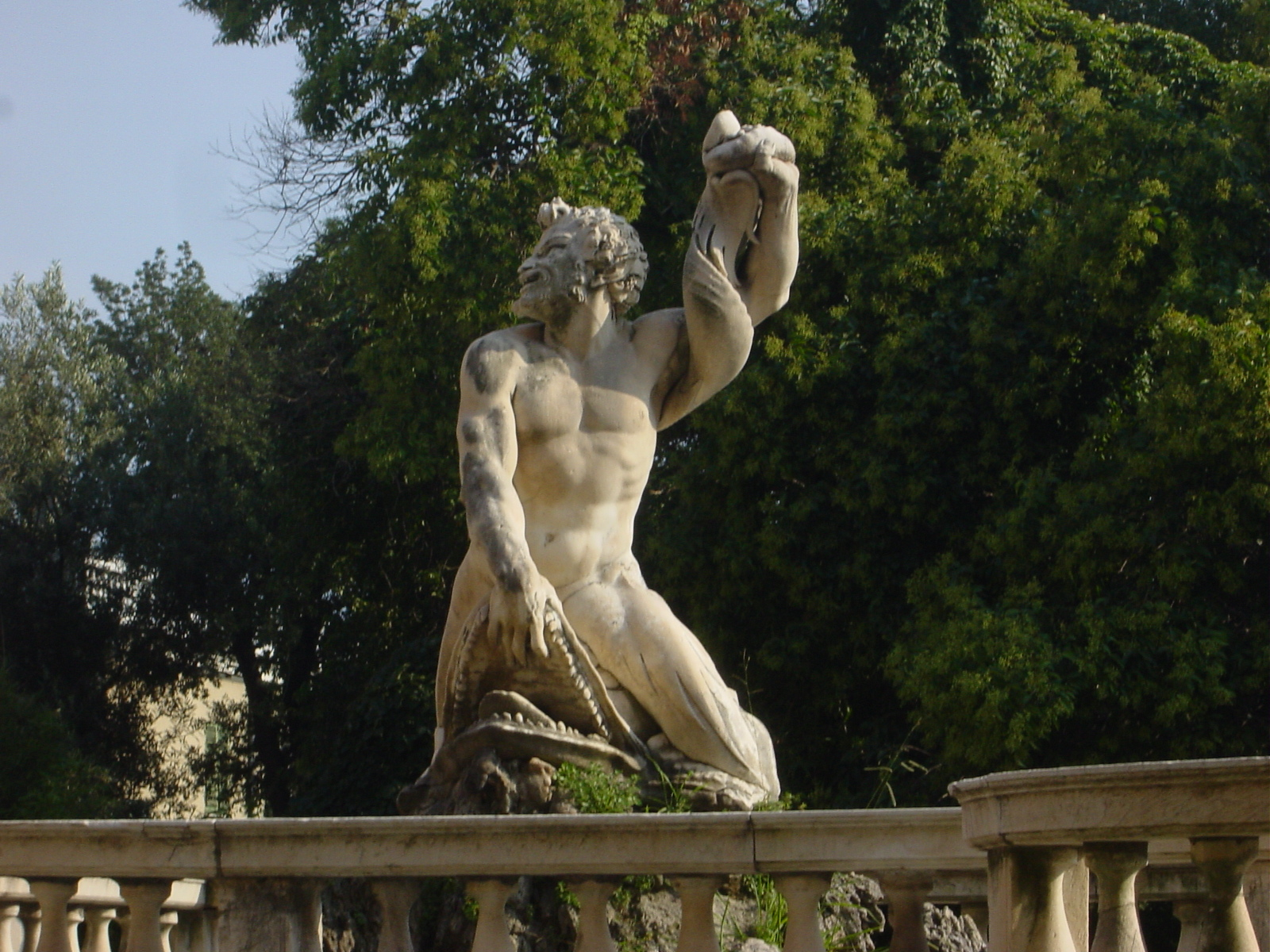
Statua del Tritone

La decorazione pittorica esterna attribuita a Girolamo da Treviso, a Domenico Beccafumi e al Pordenone, perduta, ebbe una grande influenza sulla scuola pittorica genovese dal Semino al Cambiaso.
Internamente, la villa conserva una decorazione pittorica di grande rilievo. Le sale sono arredate con mobili dei Seicento e del Settecento e con una vasta quadreria, tra cui opere di Sebastiano del Piombo, Domenico Piola e del Bronzino..

#### Loggia degli Eroi
L'esteso ciclo di affreschi e stucchi di argomento mitologico, eseguito da Perin del Vaga nella Loggia degli Eroi, con Antenati Doria alla pareti e le Virtu Romane nelle volticelle. Il ciclo era già famoso all'epoca della sua realizzazione: scrisse il Vasari nell'introduzione alla biografia del Perino:
(Giorgio Vasari, Le vite de' più eccellenti pittori, scultori e architettori (1568)/Perino del Vaga)

#### Appartamento del Principe

##### Sala della Carità Romana

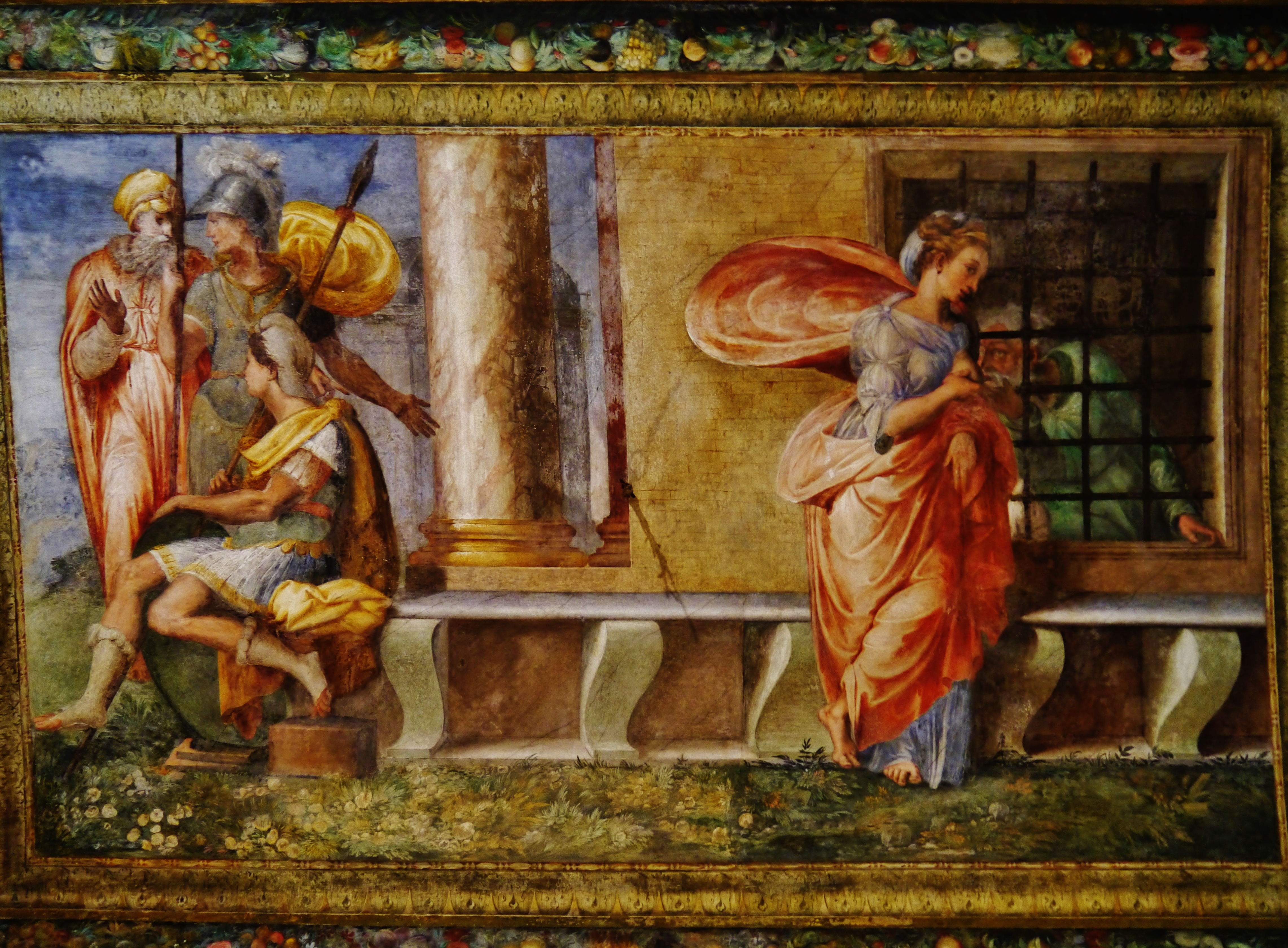
Perin del Vaga, Sala della Carita Romana

La Sala della Carità Romana era l’anticamera del contiguo Salone dei Giganti, ma poteva fungere anche da sala da pranzo. Nell’affresco della volta Perin del Vaga illustrò l’episodio detto della Carità Romana, esempio di Pietas filiale riportato dallo storico romano Valerio Massimo, contornato da grottesche e ghirlande di frutta di derivazione raffaellesca. Sono esposti attualmente i cartoni preparatori per gli arazzi della Battaglia di Lepanto di mano di Luca Cambiaso, un dipinto allegorico con il Passaggio del potere da Andrea Doria a Giovanni Andrea I e il collare del Toson d’oro conferito ad Andrea Doria dall'imperatore Carlo V.

##### Salone della Caduta dei Giganti e gli Arazzi di Alessandro Magno

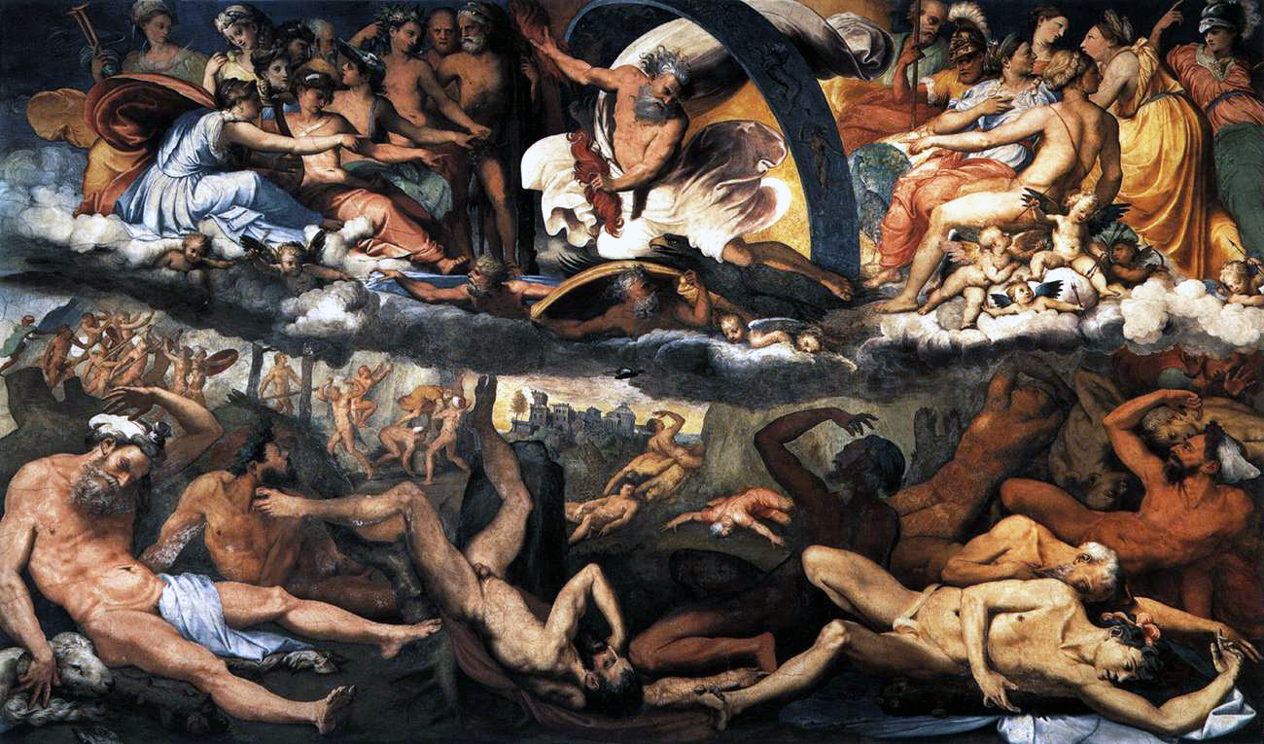
La caduta dei Giganti, (1531-1533), Villa del Principe, Genova

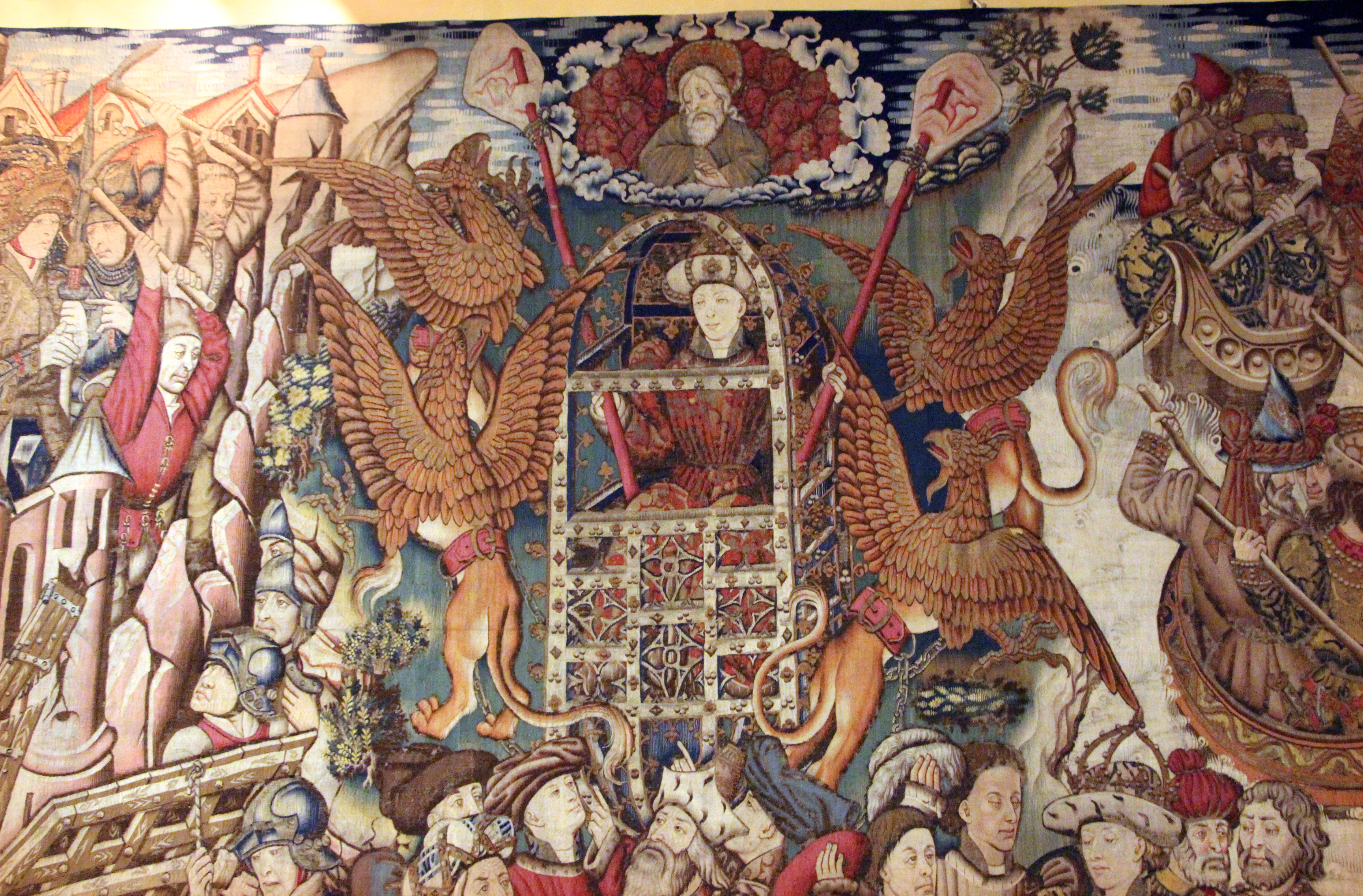
Dettaglio dell'arazzo del Volo di Alessandro (XV secolo)

Sala principale dell'appartamento di Andrea Doria – era il luogo di massima valenza cerimoniale del palazzo, sede di feste e di banchetti sontuosi: qui fu collocato il trono di Carlo V durante i soggiorni dell’imperatore nel palazzo. Perin del Vaga affrontò la decorazione dell’estesa volta risolvendola in un’ardita composizione unica raffigurante la Caduta dei Giganti. Vi si trova un grande camino in marmo bianco. Ospita importanti ritratti di Andrea e di altri membri del casato e un ciclo di arazzi del Quattrocento, di manifattura fiamminga e provenienza borgognona, gli Arazzi di Alessandro Magno, incentrati sulla tradizione letteraria medievale del cosiddetto Romanzo di Alessandro.

##### Camera di Perseo
La sala era probabilmente utilizzata come camera da letto per l’inverno. Gli affreschi illustrano le vicende di un eroe sottoposto a dure prove e capace di ristabilire la concordia, allusione alle virtù di Andrea Doria e al ruolo di pacificatore di Genova da lui rivendicato. Nelle lunette è qui rappresentata la Storia di Perseo.

##### Camera dei sacrifici
Presumibilmente usata come camera da letto, contiene affreschi del Perino nelle lunette, raffiguranti scene di sacrificio agli dei pagani.

##### Camera di Cadmo
Retrocamera della Sala di Perseo con letto ligneo del XVII secolo. La decorazione della volta di questa stanza risulta danneggiata a causa dei bombardamenti del 1944. Una maggiore leggibilità è stata recuperata grazie al restauro del 2008: nelle lunette era rappresentata l’intera Vicenda di Cadmo, il fondatore di Tebe.

##### Camera dello Zodiaco
Retrocamera della Sala dei Sacrifici, prende il nome dai segni zodiacali raffigurati sulle lunette. A causa dei danni di guerra (1944), sono conservate solo le lunette sud est, che recano i Pesci, l’Acquario e, parzialmente leggibile, il Capricorno. Al centro della volta, in un bassorilievo a stucco, è rappresentata la Fenice.

##### Sala di Paride
La sala fa parte delle aggiunte volute da Giovanni Andrea I Doria, qualificate da un ciclo decorativo unitario, eseguito a stucco dal plasticatore urbinate Marcello Sparzo. La tematica della volta, distrutta dai bombardamenti del 1944, era di tipo “privato” e amoroso: raffigurava il Giudizio di Paride. In funzione di sovrapporta, sono collocate tre tele eseguite da Domenico Piola nel 1671, per celebrare il matrimonio tra Giovanni Andrea III Doria e Anna Pamphilj che determinò l'unione delle due celebri famiglie.

##### Sala di Ercole
Altra addizione di Giovanni Andrea I Doria, con ciclo pittorico di Marcello Sparzo andato perduto nella guerra. Oggi allestita a sala da pranzo.

#### Appartamento della Principessa

##### Salone del Nettuno o del naufragio
La decorazione del Perino rappresentava Nettuno che placa la tempesta dopo il naufragio d’Enea, perduta dal Settecento a causa dell'uso dell’inconsueta tecnica della pittura ad olio su muro. Nel 1845 Annibale Angelini ridipinse la volta con uno sfondato architettonico. Le pareti sono coperte dalla serie di arazzi dedicati alla Battaglia di Lepanto, nella collocazione originale per la quale furono concepiti sul finire del XVI secolo, commissionati da Giovanni Andrea I a Lazzaro Calvi, che realizzò le scene centrali, e a Luca Cambiaso, creatore delle incorniciature e delle figure allegoriche. Gli arazzi furono tessuti a Bruxelles e vennero spediti a Genova nel 1591

##### Sala di Psiche
Pesantemente danneggiata dai bombardamenti del 1944, nelle lunette, appena recuperate tramite un intervento di restauro, è raffigurata la vicenda di Psiche e Amore narrata da Apuleio. Nella sala è esposto il ritratto di Andrea Doria nelle vesti di dio del mare.

##### Sala di Aracne
Nelle lunette è raffigurata la storia di Aracne, tratta dalle Metamorfosi di Ovidio. La volta è stata restaurata nel 1998. La stesura originale è stata realizzata da Perino del Vaga non ad affresco, ma con una tecnica a secco con due strati pittorici sovrapposti.

##### Sala di Filemone
Retrocamera della Sala di Psiche. La decorazione cinquecentesca è in gran parte scomparsa sotto successive ridipinture. Nelle lunette della volta, sono stati riconosciuti due episodi della storia di Filemone e Bauci.

##### Sala di Fetonte
Retrocamera della Sala di Aracne, reca l’illustrazione del mito di Fetonte, esempio di superbia punita, e una decorazione a grottesche. Attualmente allestita come camera da letto.

##### Sala del Tributo
Episodi della vicenda di Furio Camillo, raffigurati da Marcello Sparzo. Alle pareti due arazzi settecenteschi raffiguranti Maggio e Dicembre.

##### Sala del Trionfo
Episodi della vicenda di Furio Camillo, raffigurati da Marcello Sparzo. Alle pareti, tre dipinti: il Ritratto del Cardinale Giorgio Doria di Lucia Casalini Torelli, il Ritratto del Cardinale Giuseppe Doria di Filippo Sannari e infine una composizione attribuita ad Antonio Concioli che raffigura l'Autoritratto dell’artista mentre dipinge il ritratto del Cardinale Giuseppe Doria.

##### Sala dei fatti di Prometeo
Illustrazione dei Fatti di Prometeo di Marcello Sparzo: Creazione dell’uomo, Furto del fuoco e Prometeo che infonde la vita all’uomo. Dalla stanza si osserva l'oratorio di Donna Zenobia, con scene della Passione eseguite ad affresco ed attribuibili al pittore genovese Lazzaro Calvi,

##### Sala della Punizione
Sulla volta Marcello Sparzo rappresenta nel riquadro centrale a stucco la Punizione di Prometeo.

#### Galleria Aurea
Fatta costruire da Giovanni Andrea I Doria, una tipologia di spazio di forma allungata e aperta su due lati che alla fine del XVI secolo sostituì il Salone dei Giganti quale ambiente di rappresentanza. Realizzata da Battista Cantone e Luca Carlone nel 1595. Marcello Sparzo lavorò alla decorazione della volta Nella galleria – detta “Aurea” per l’estesa presenza, in origine, della doratura – è esposto l’importante nucleo di ritratti di antichi membri della famiglia, sculture lignee dorate e tavoli da parete secenteschi, opera dello scultore genovese Filippo Parodi. L’attigua cappella conserva un significativo dipinto di Giovanni Battista Gaulli detto “il Baciccio” raffigurante San Giuliano che riceve la palma del martirio ed eseguito fra il 1705 e il 1706.

### Il parco
La villa è legata al suo parco, che un tempo la univa direttamente al molo privato di Andrea Doria. Per rifornire d'acqua le sue fontane, fu creato a monte un lago artificiale (il Lagaccio), che - ormai prosciugato - ancora oggi dà il nome al quartiere del Lagaccio.
Il giardino all'italiana verso il mare, recentemente restaurato, conserva la Fontana del Tritone,  di Giovanni Angelo Montorsoli, e la Fontana del Nettuno realizzata da Taddeo Carlone con il fratello Giuseppe e suo figlio Battista Carlone negli anni (1599-1601).
Il parco a monte era un tempo caratterizzato da scalinate monumentali, ninfei e da una statua di Giove, alta otto metri e conosciuti dai genovesi come "il Gigante", alla cui base fu sepolto il "gran Roldano", il cane prediletto di Andrea Doria. Il parco a monte è andato perduto per la costruzione della ferrovia nel 1854 e dell'Albergo Miramare (Gino Coppedè) nel 1913, mentre la statua colossale - ormai degradata - fu demolita nel 1939.

## Influenza sull'architettura e l'arte a Genova

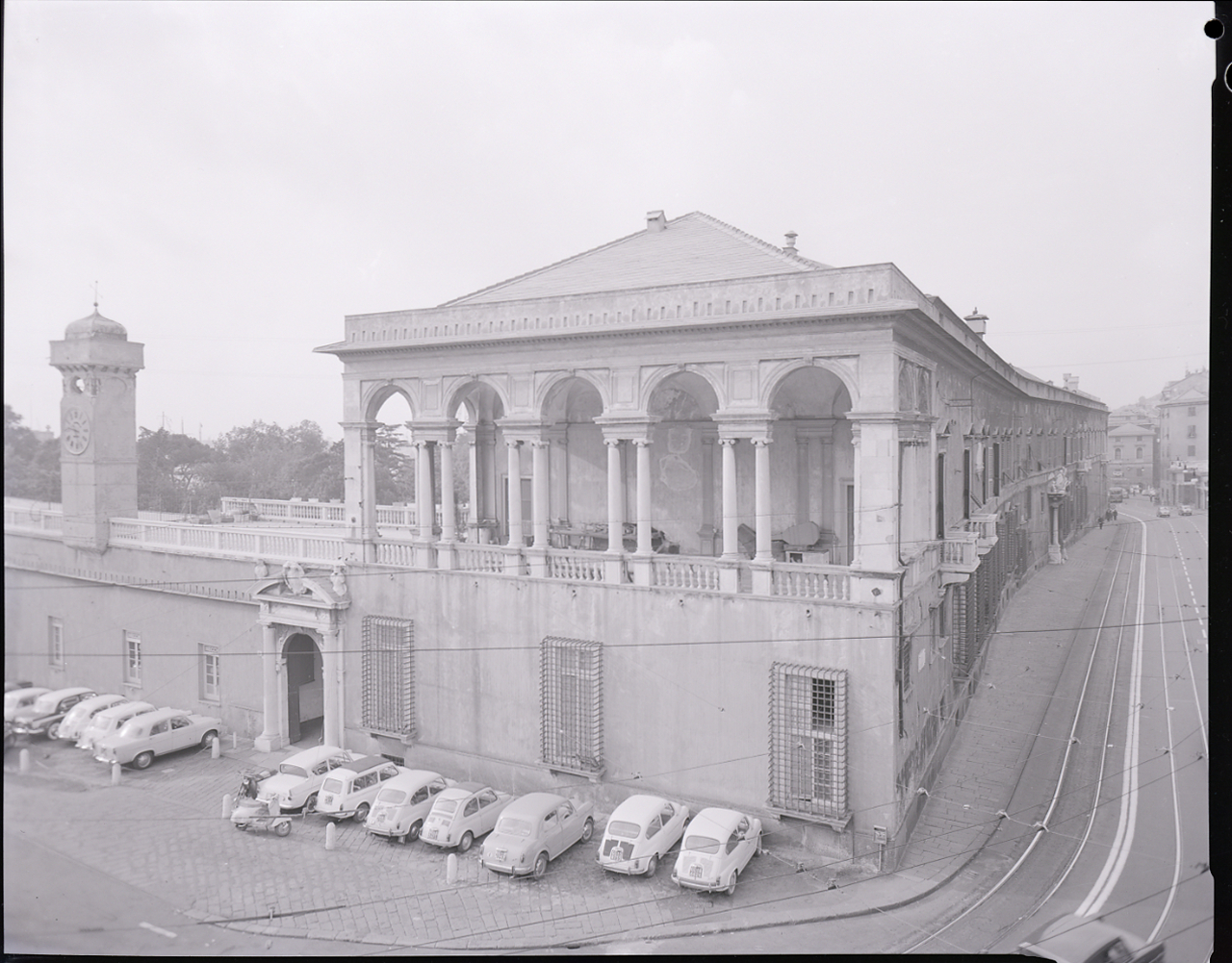
Le logge della villa in una foto di Paolo Monti del 1963

La villa del Principe a Fassolo rivoluzionò gli atteggiamenti che la classe dirigente genovese aveva nei confronti dell'architettura e dell'arte. Prima di allora, gli aristocratici avevano eretto le loro dimore in città, in alti edifici contigui a quelli della loro famiglia. Andrea costruì il suo palazzo al di fuori, staccato da tutti. A sua imitazione, gli aristocratici genovesi presero il gusto del mecenatismo e, nei decenni successivi, iniziarono a sorgere le splendide dimore di città delle Strade Nuove (oggi Salita Santa Caterina, Piazza delle Fontane Marose, via Garibaldi, via Cairoli, via Bensa e via Balbi) e le ville suburbane, edificate da architetti di fama, come Galeazzo Alessi. Una parte delle grandi ricchezze affluite in città grazie ai rapporti commerciali con la Spagna ed il suo impero, sarà investita in arte e cultura nel El siglo de los Genoveses che può dirsi iniziato con la villa del Principe a Fassolo.

## Galleria d'immagini

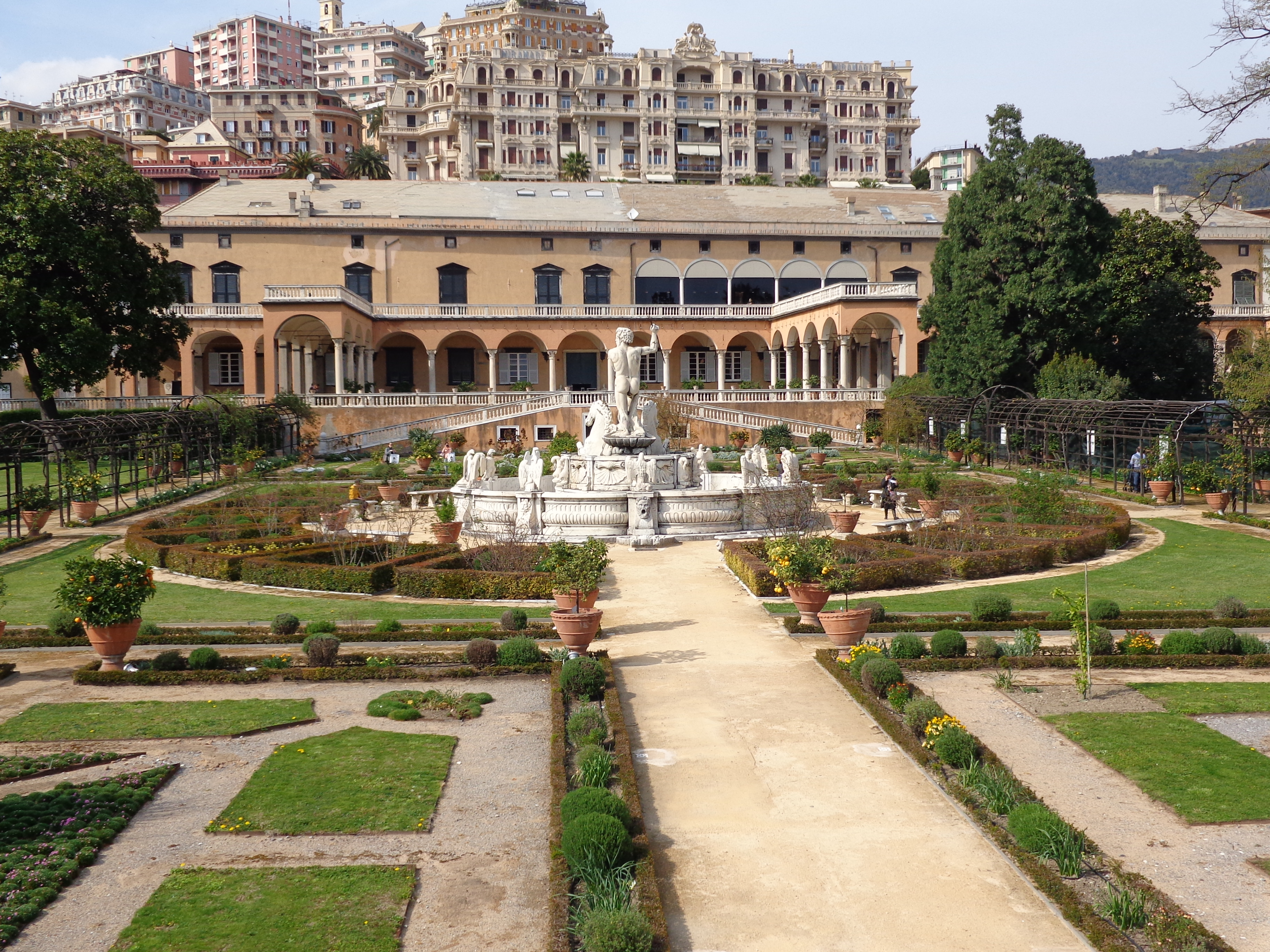
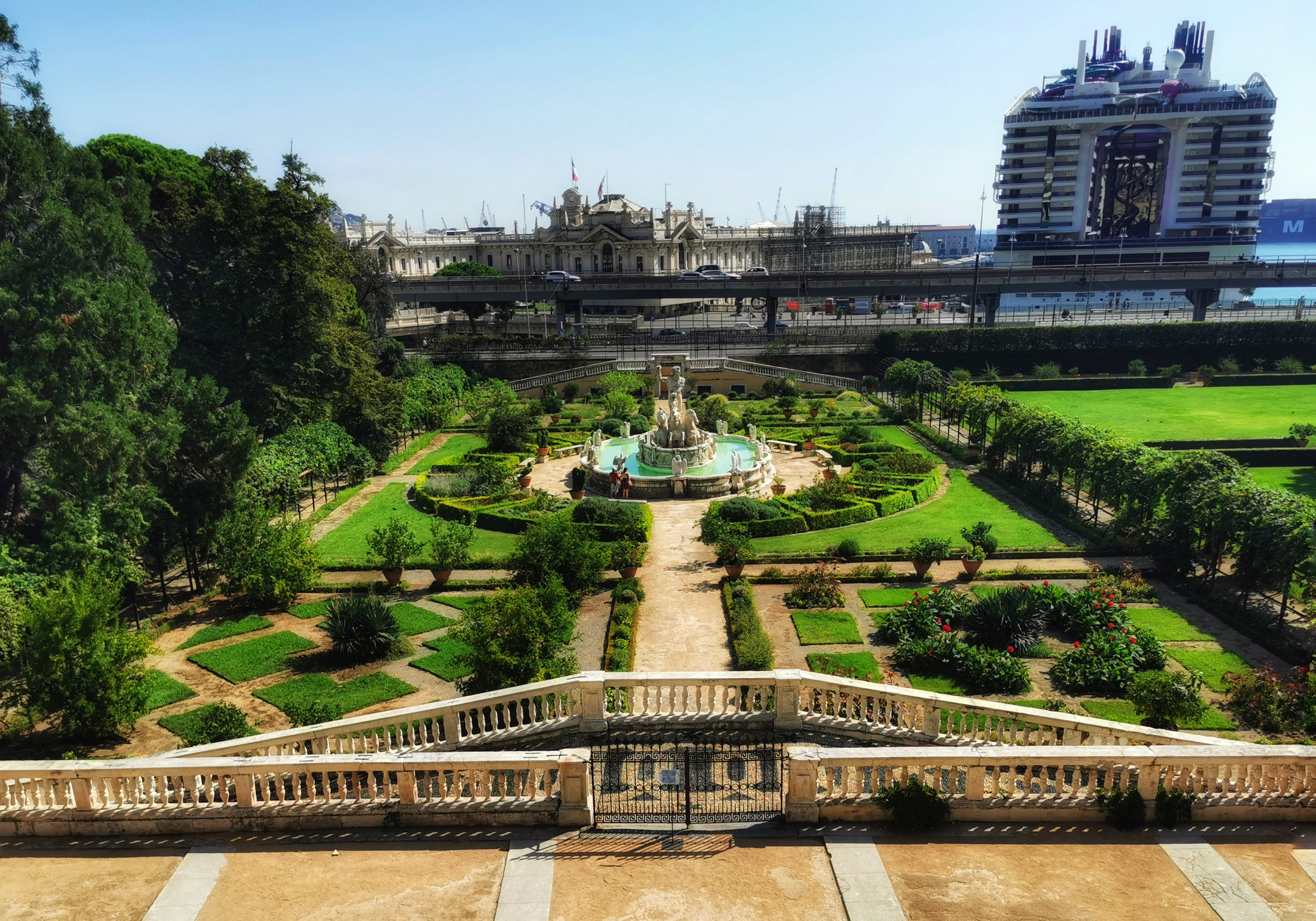
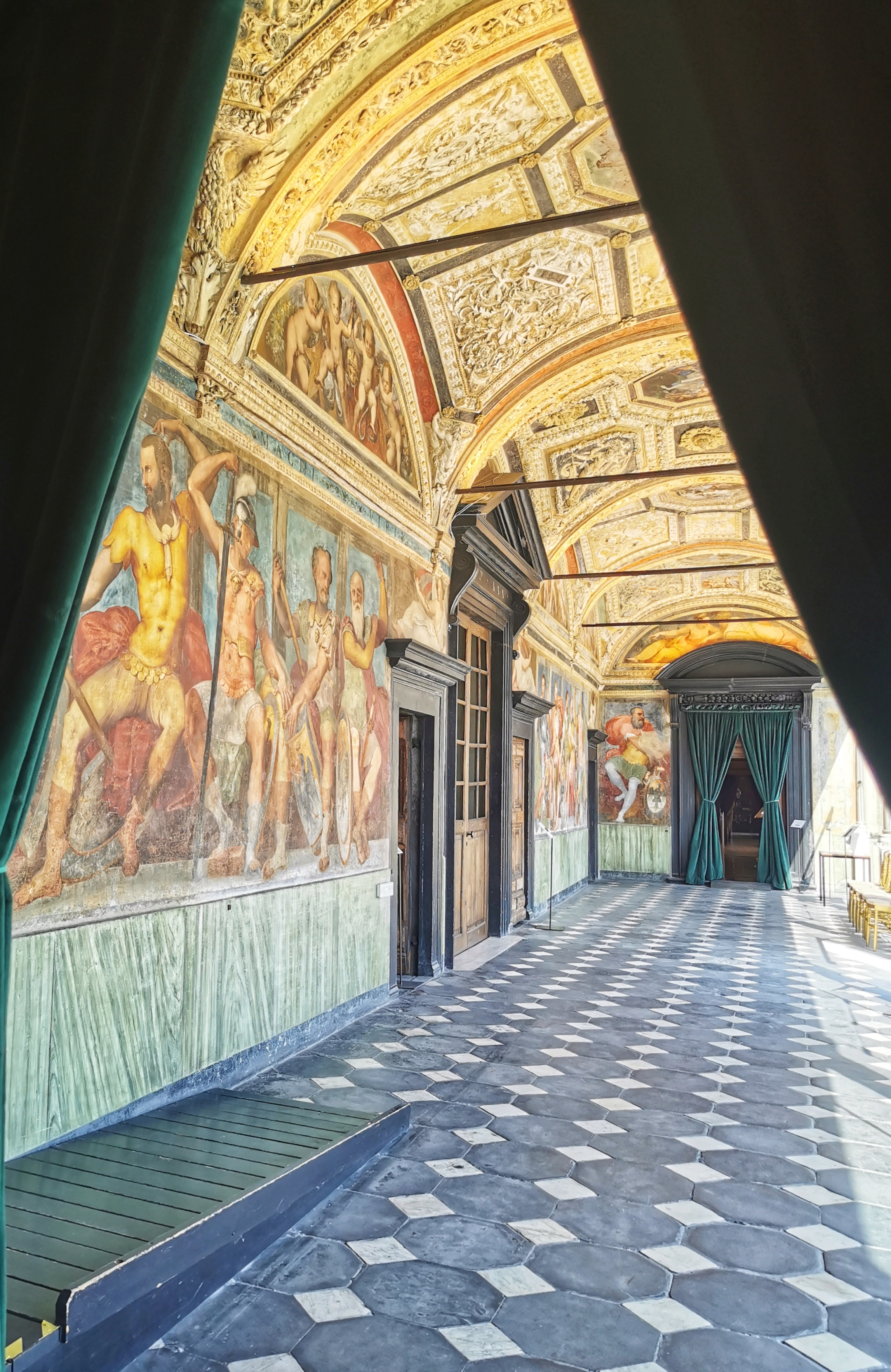
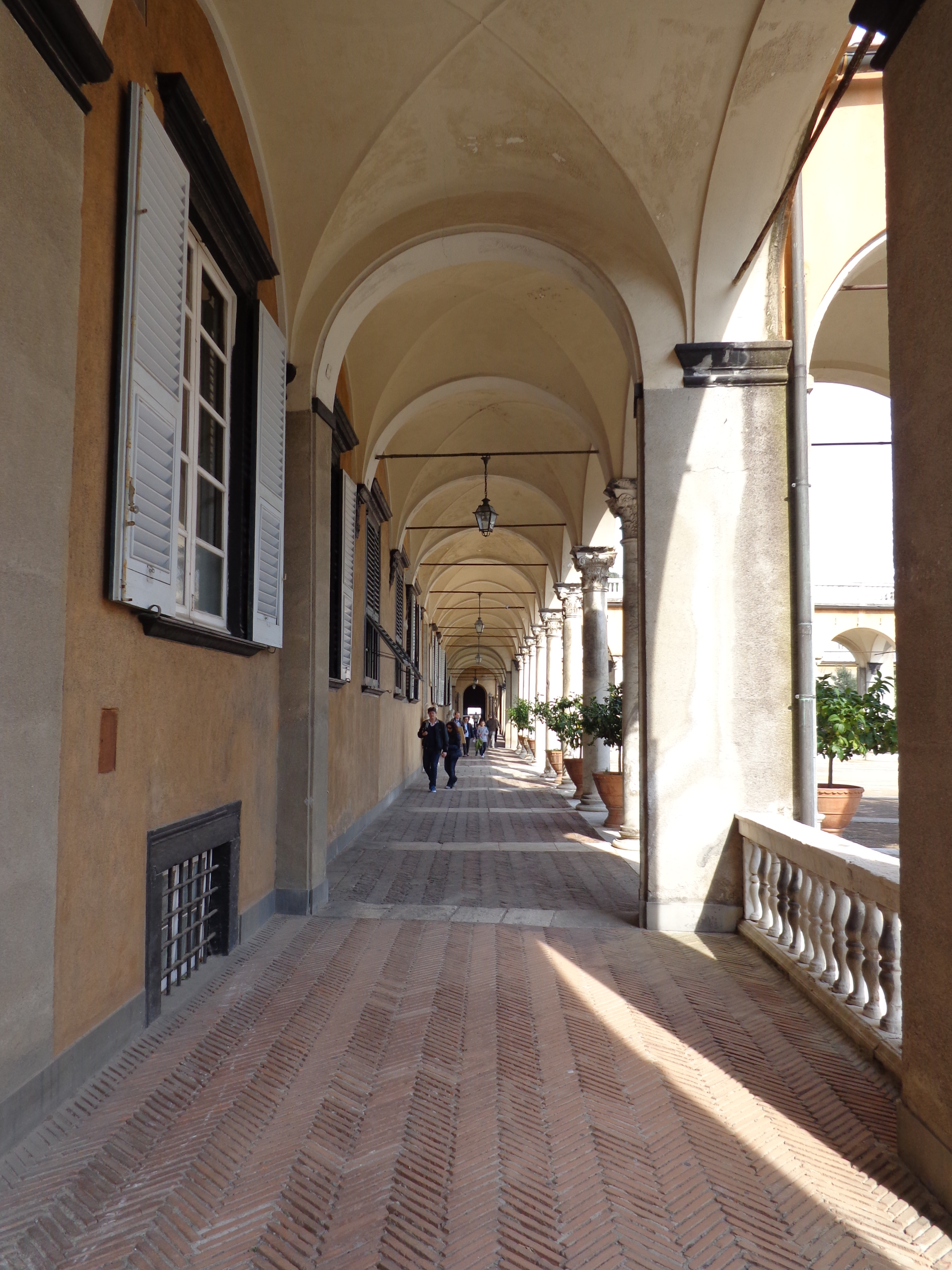
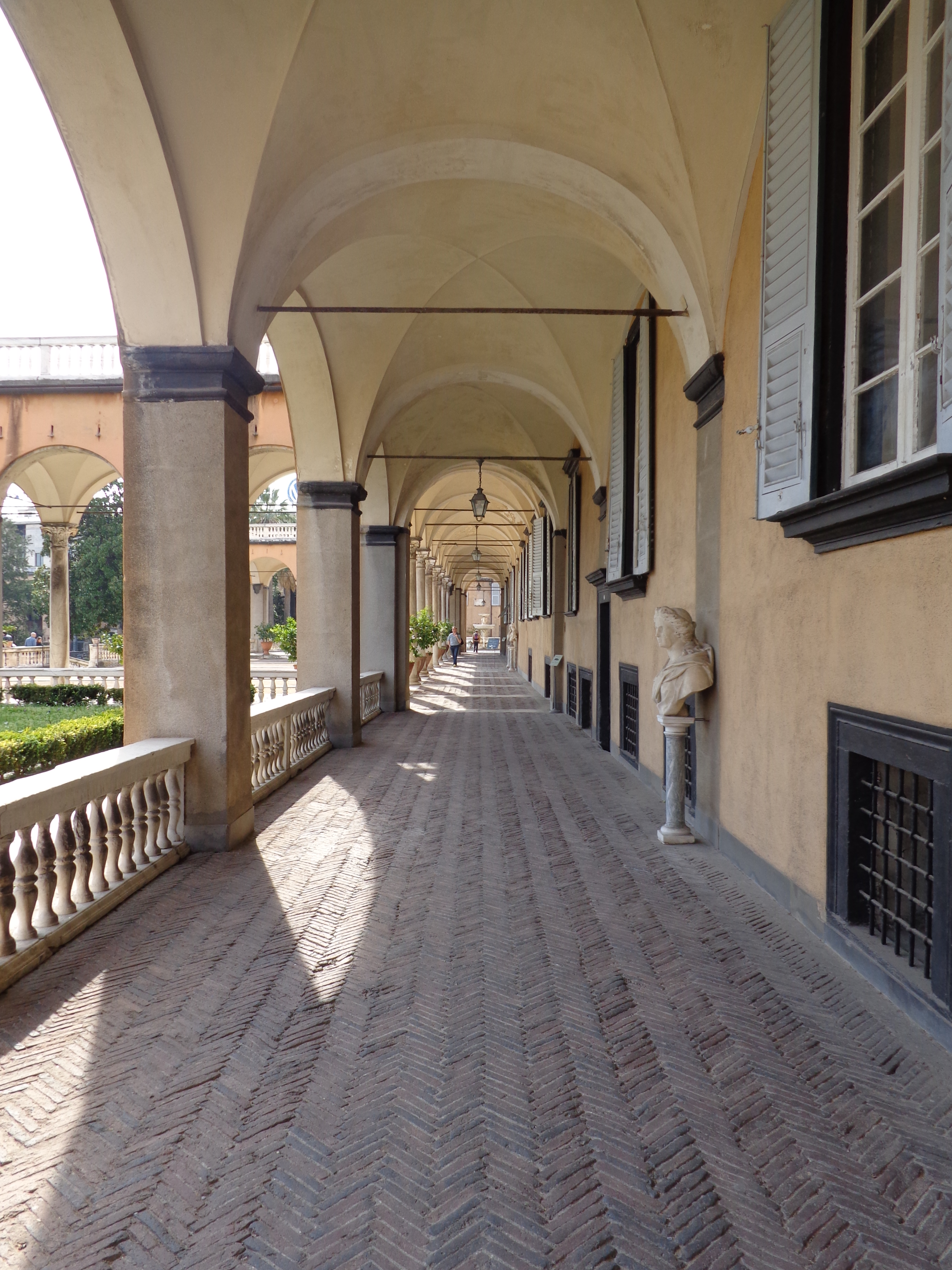
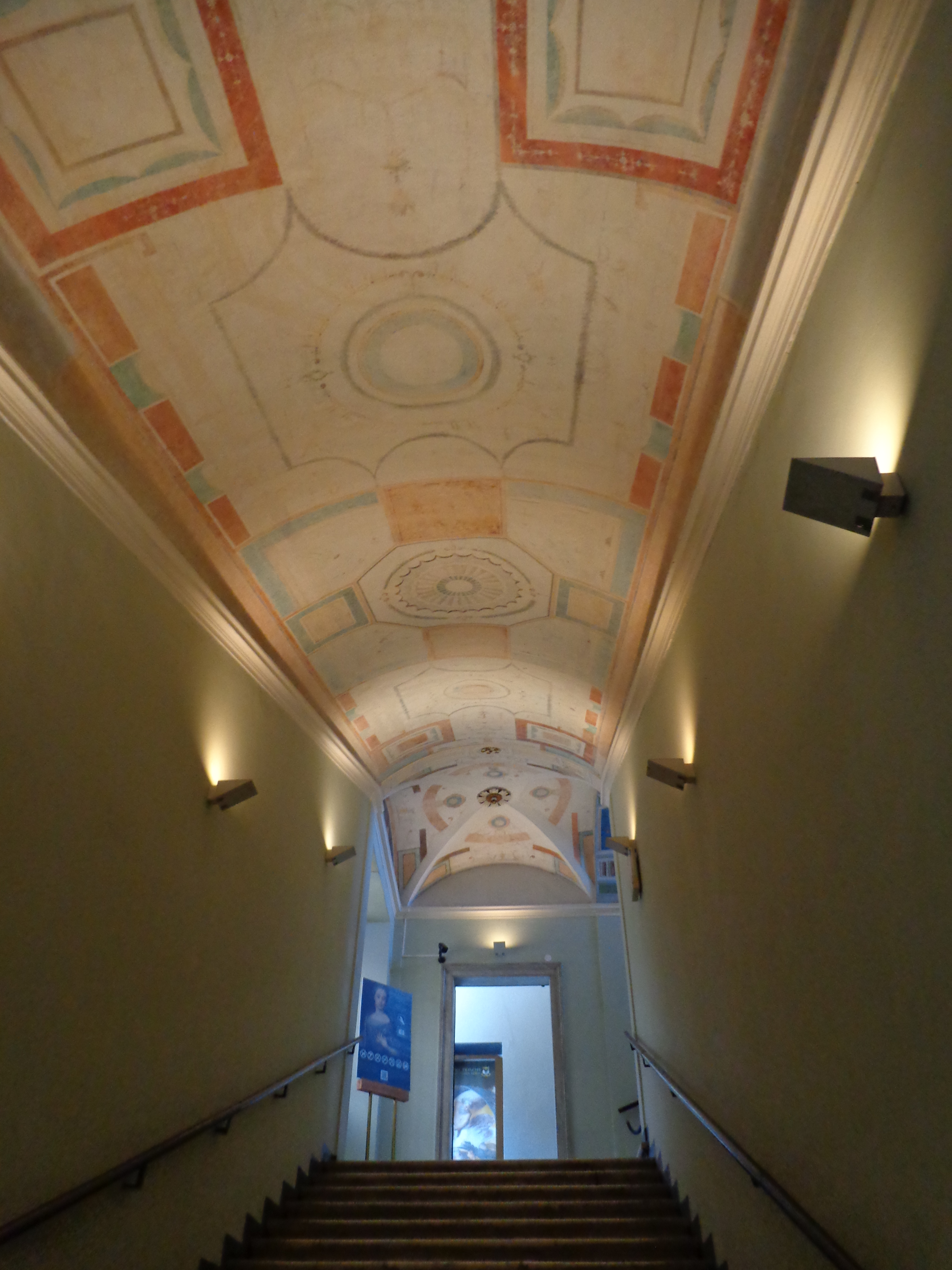
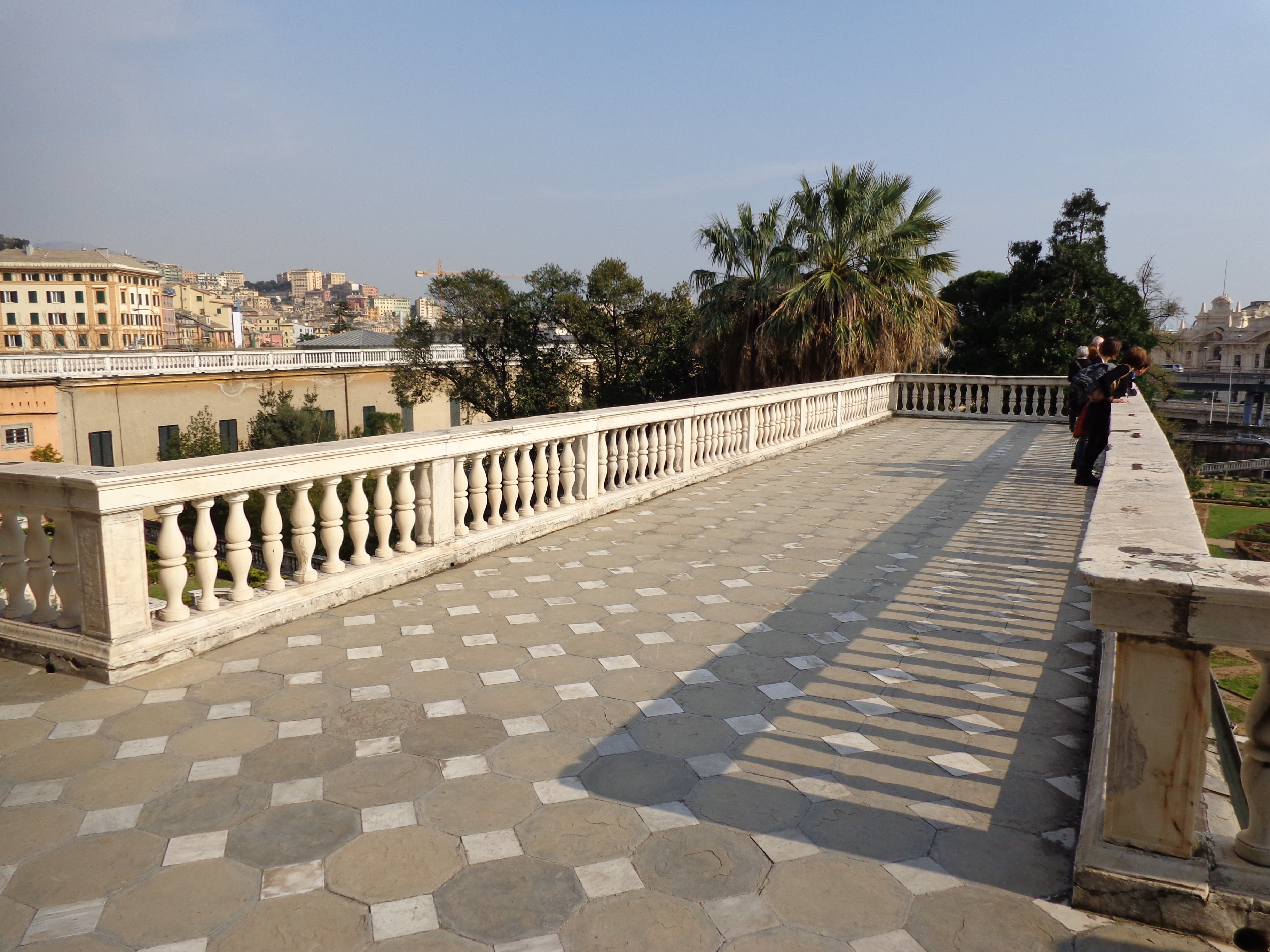
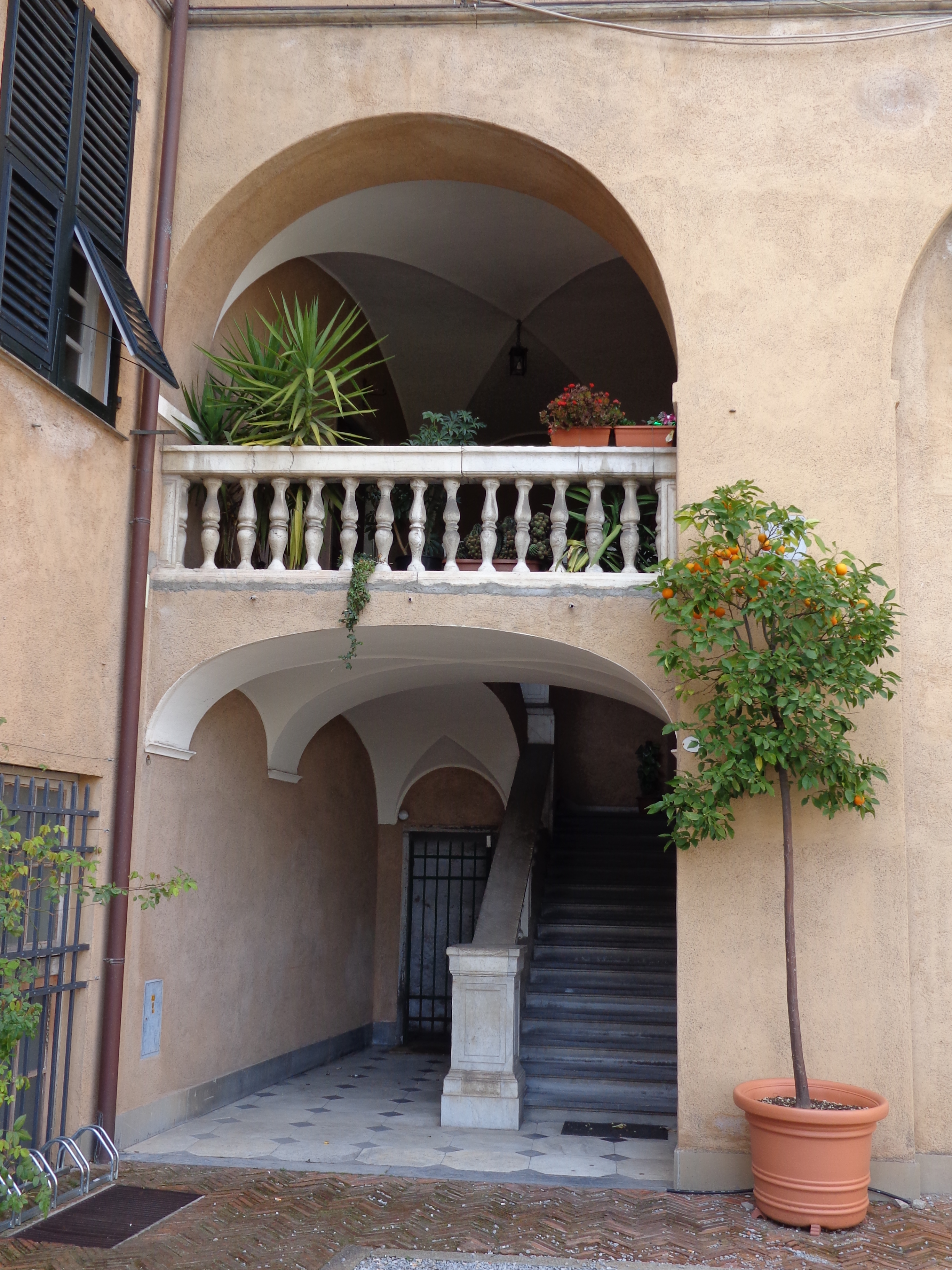
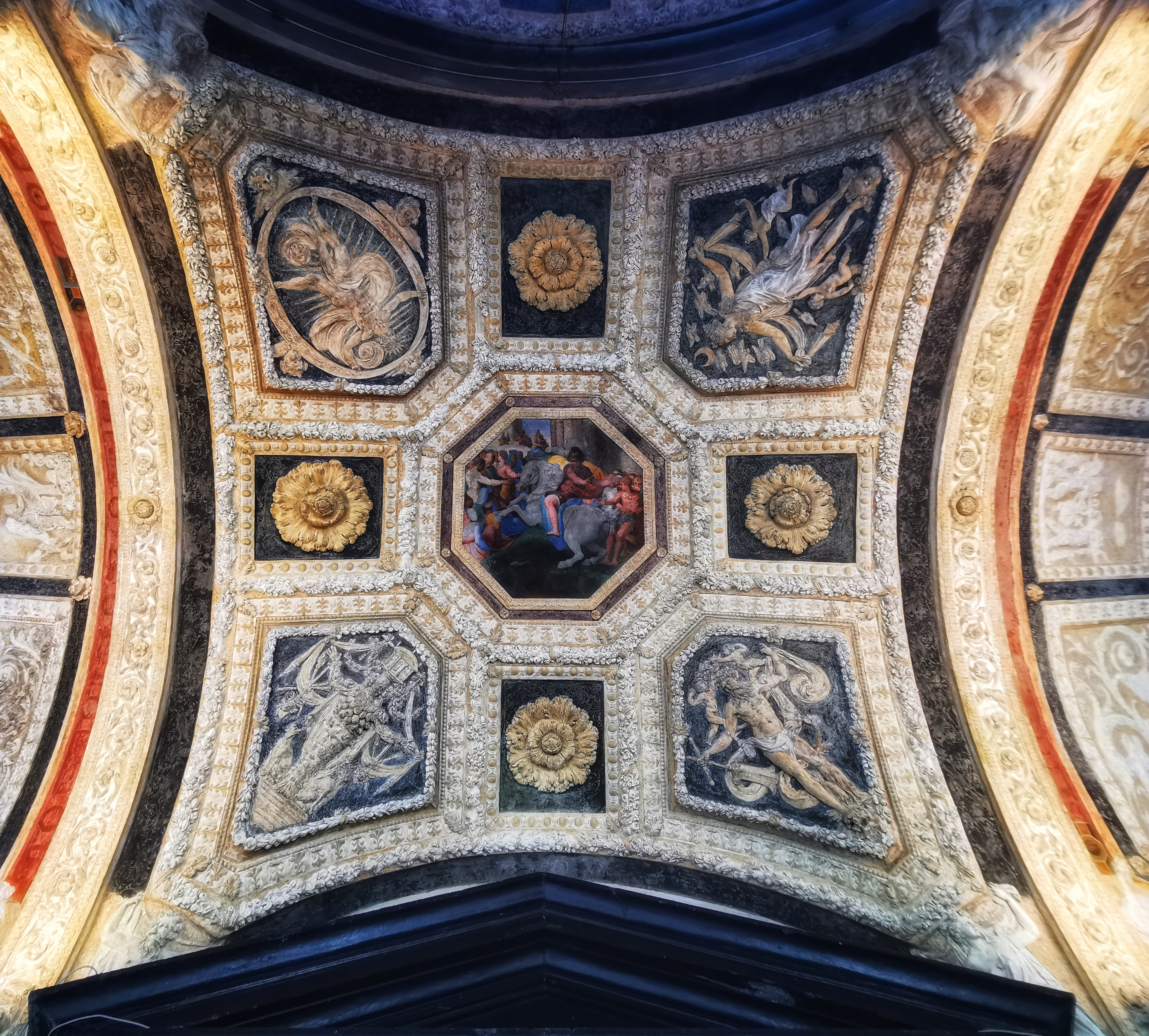
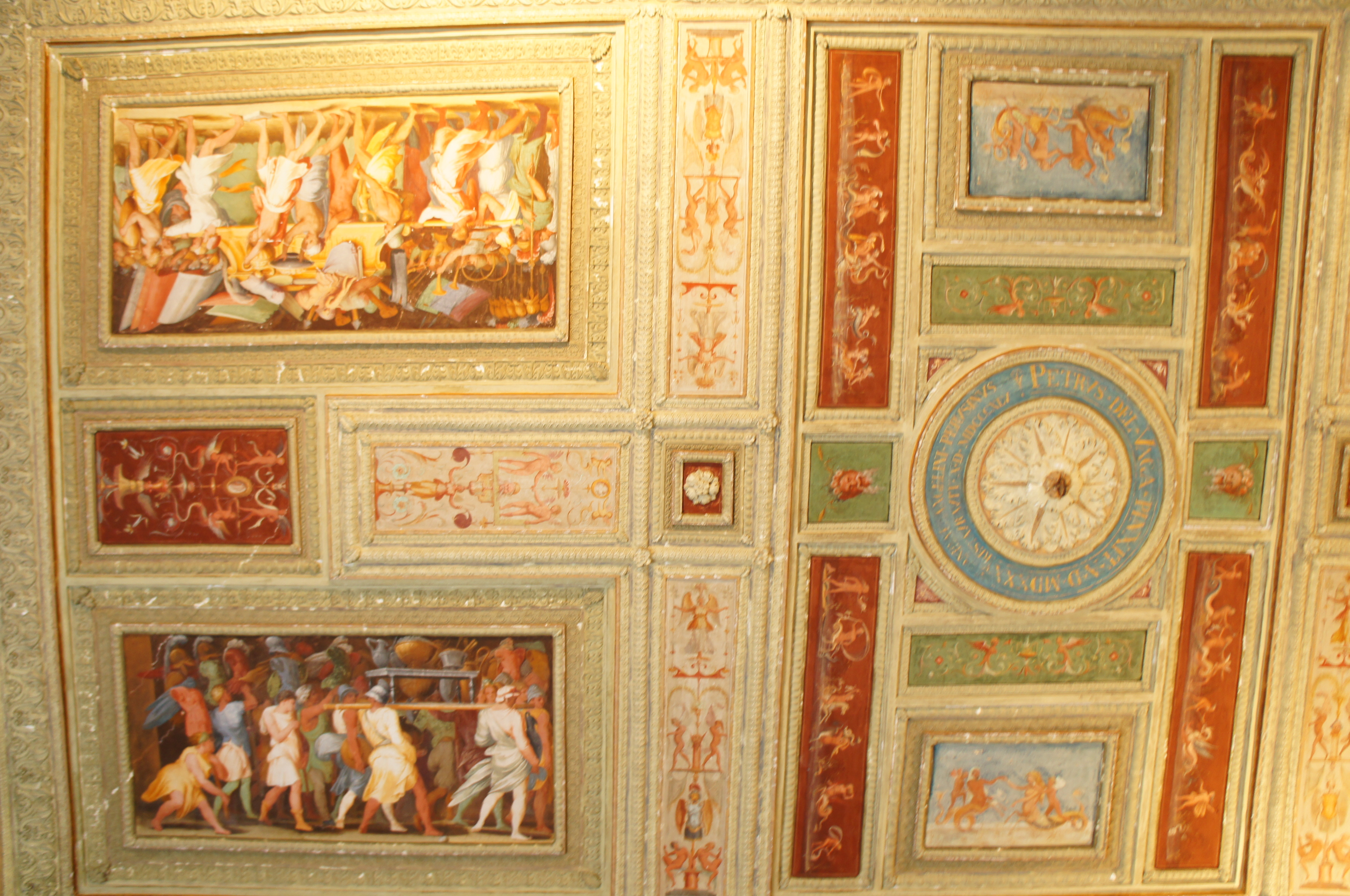
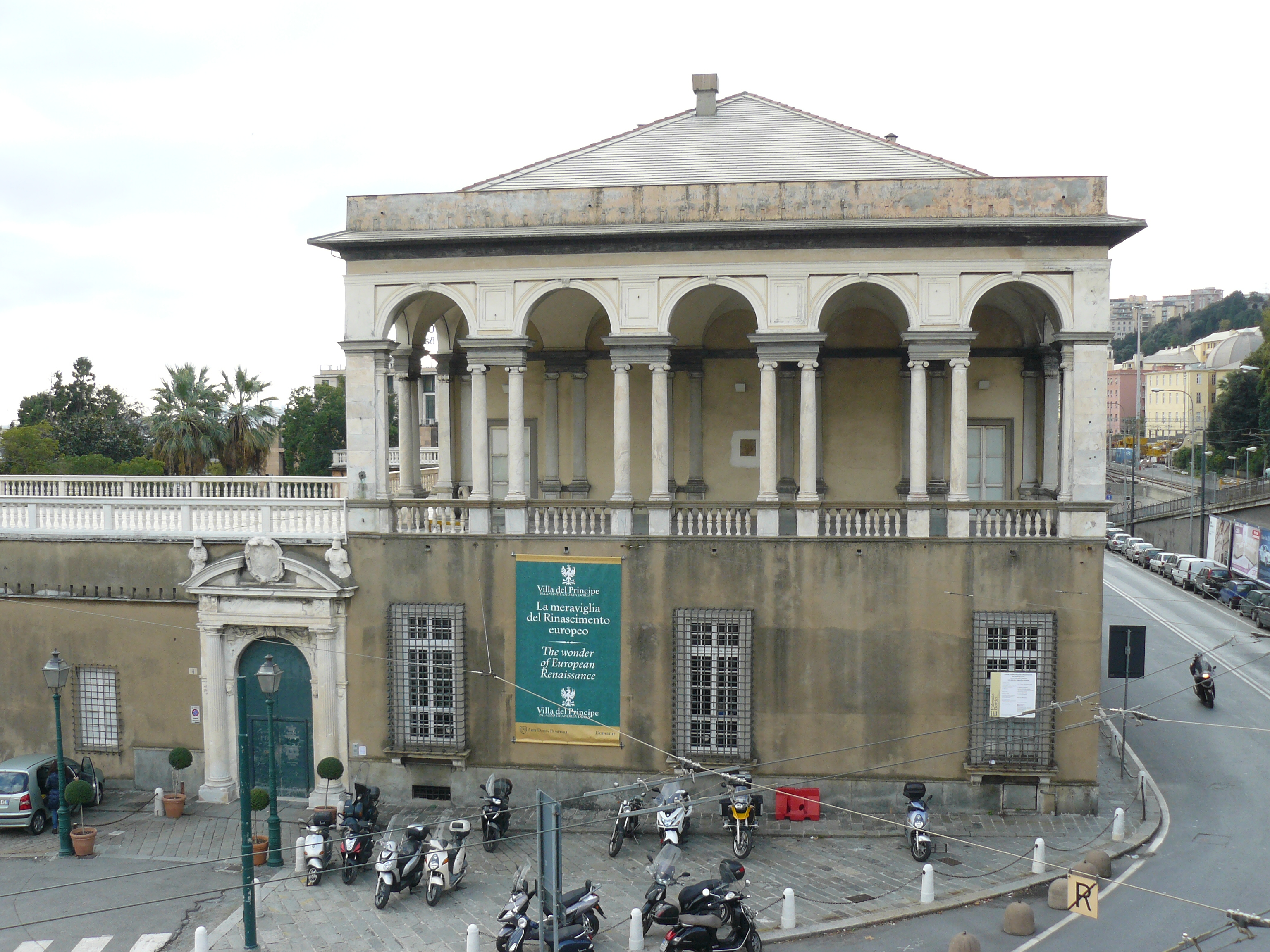
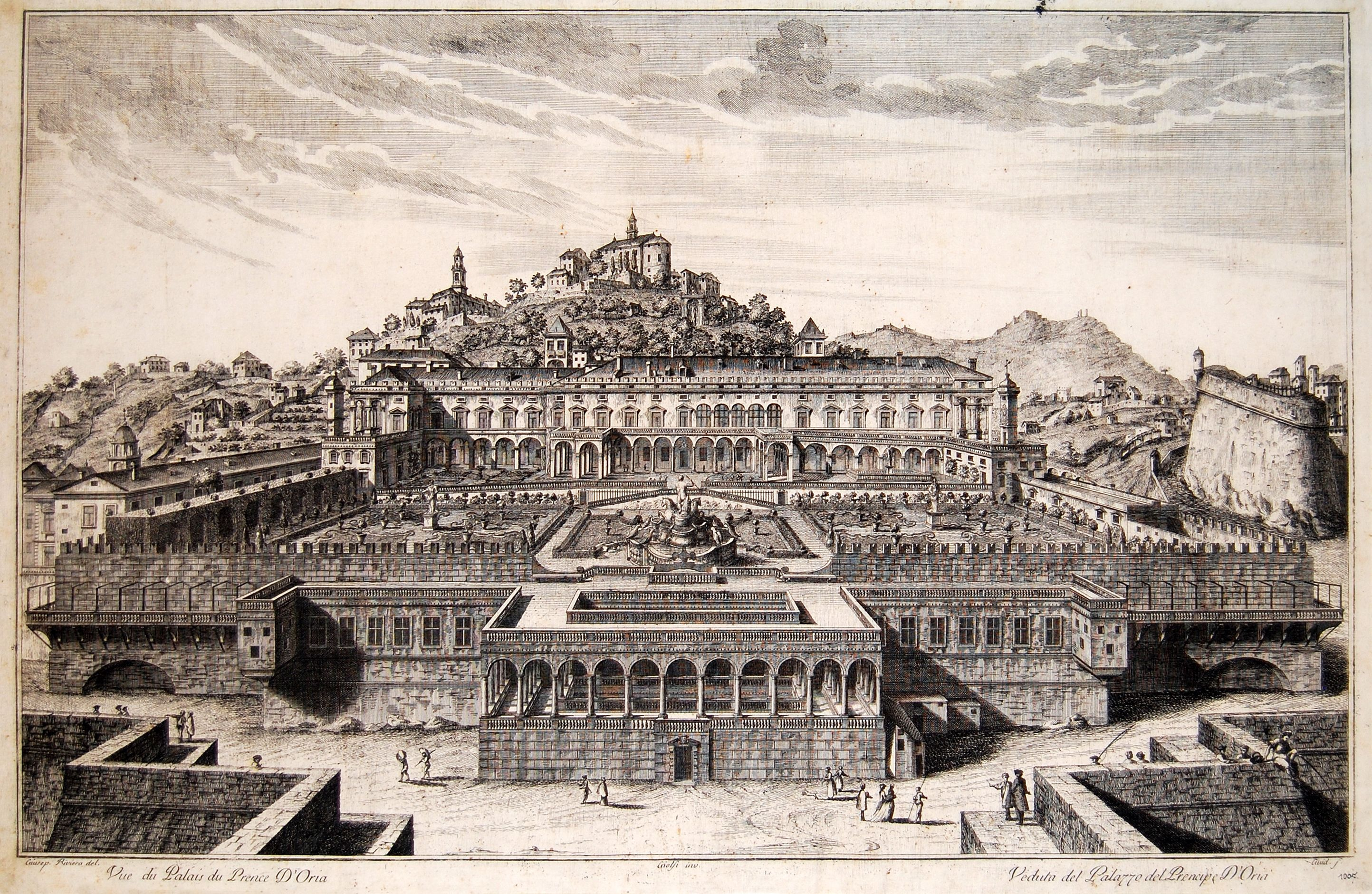
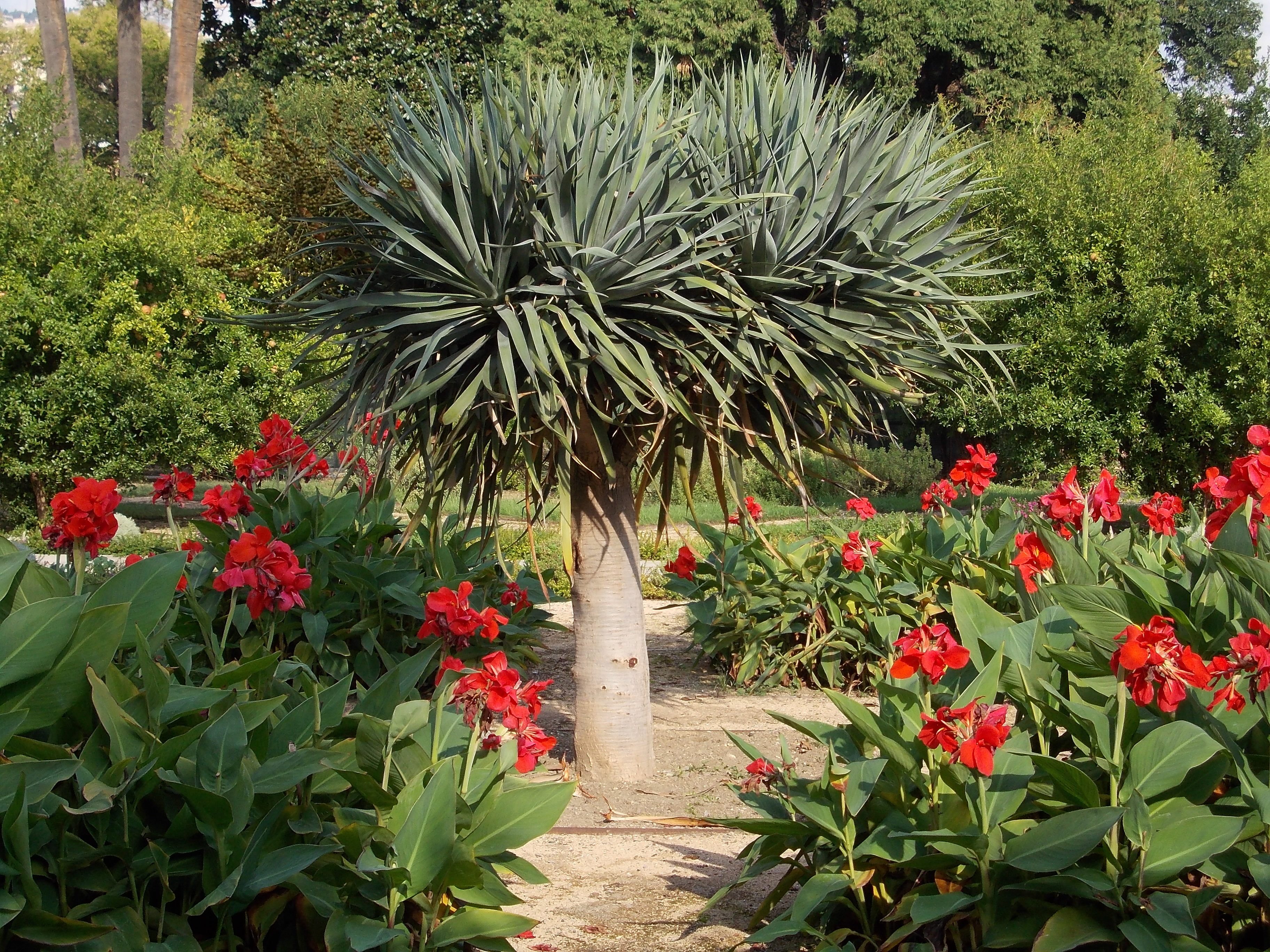
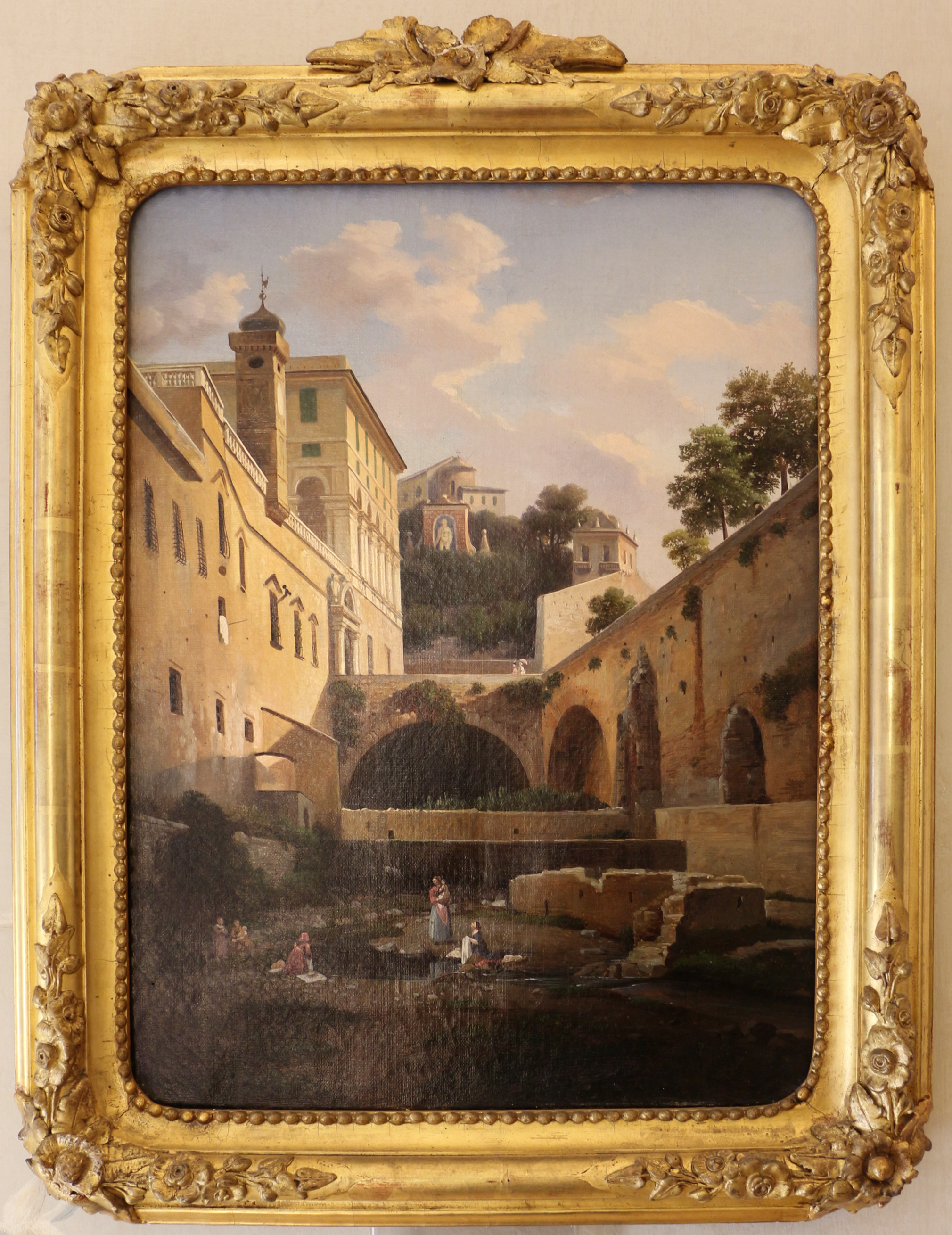
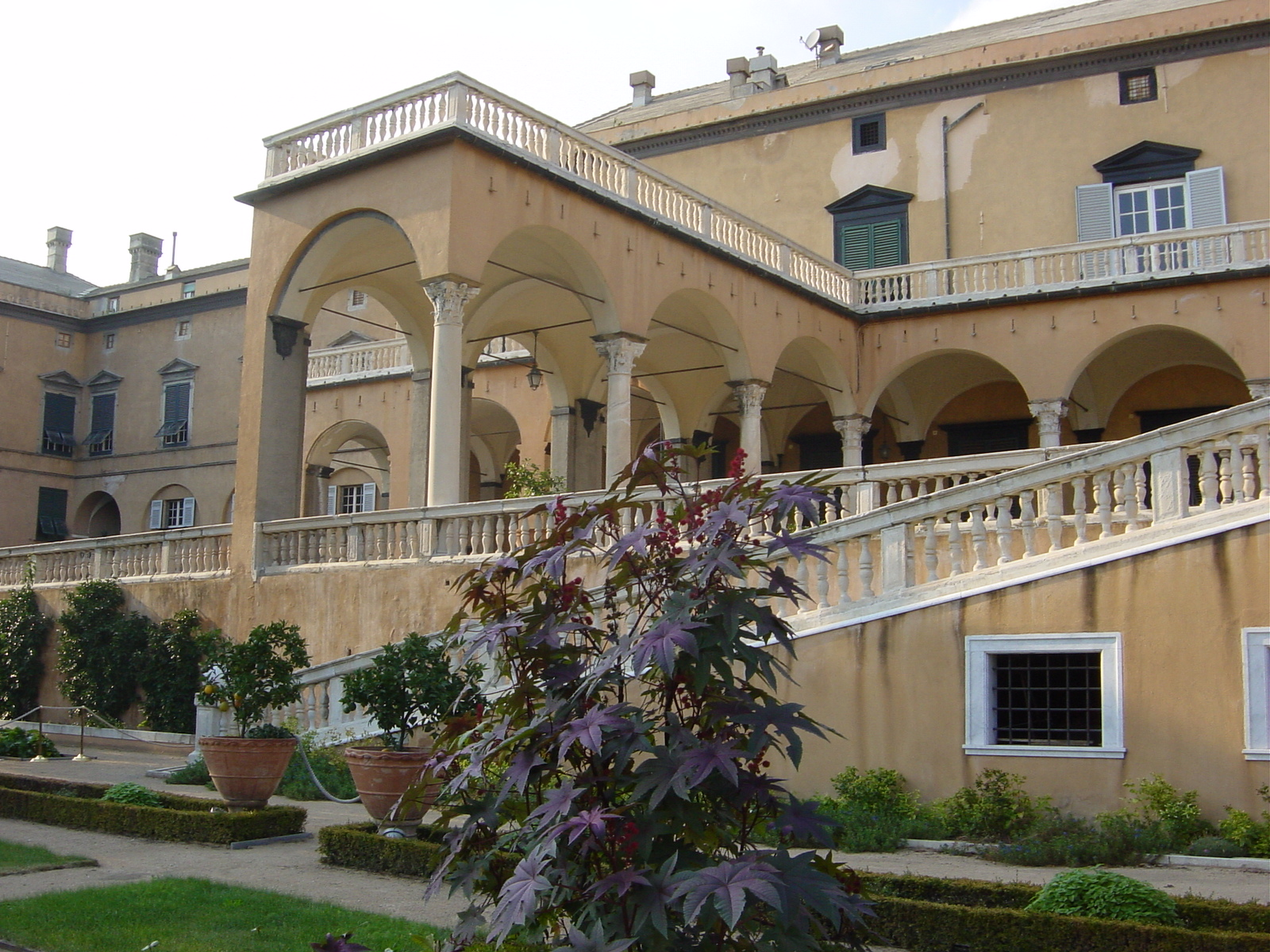
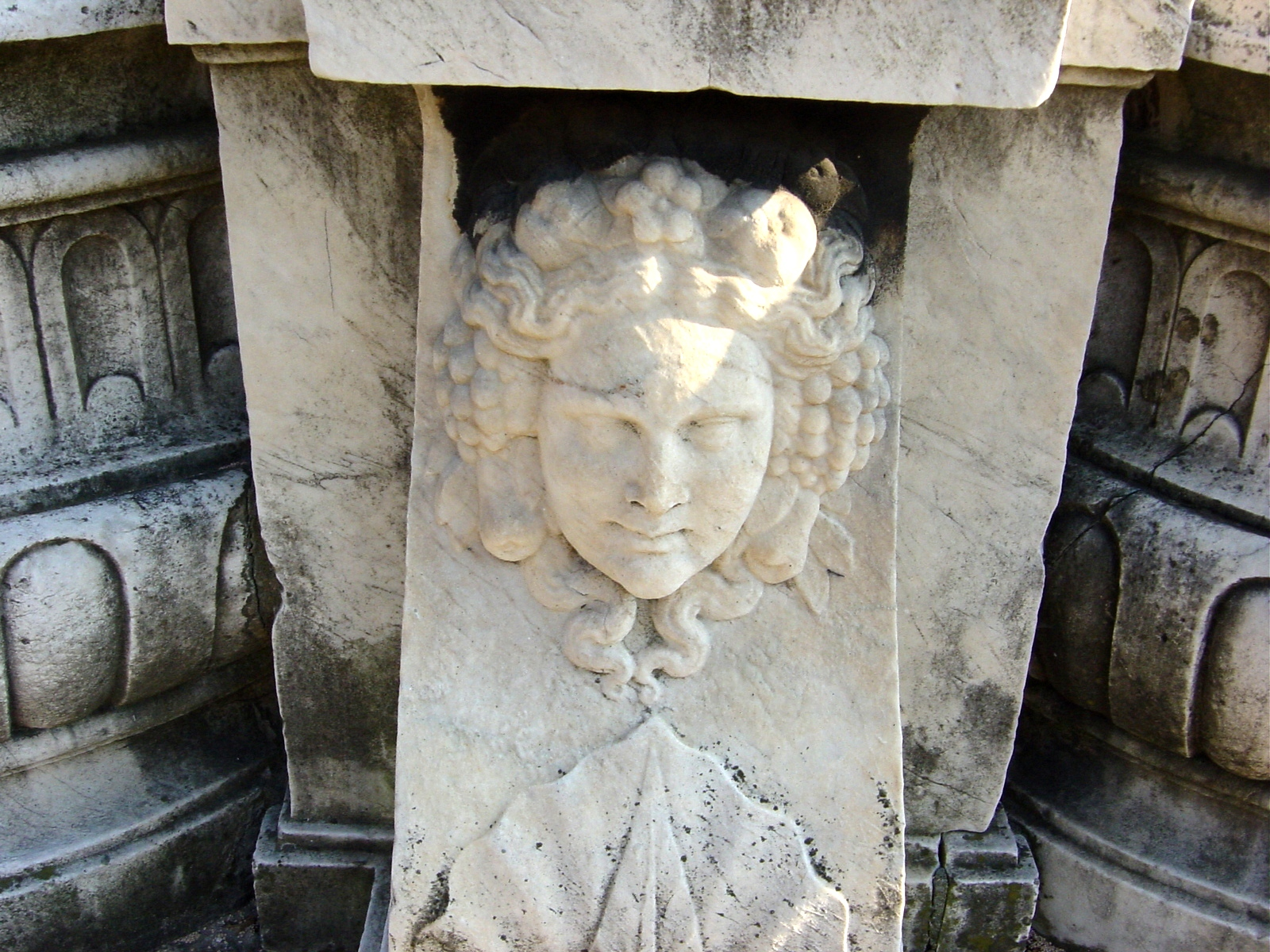
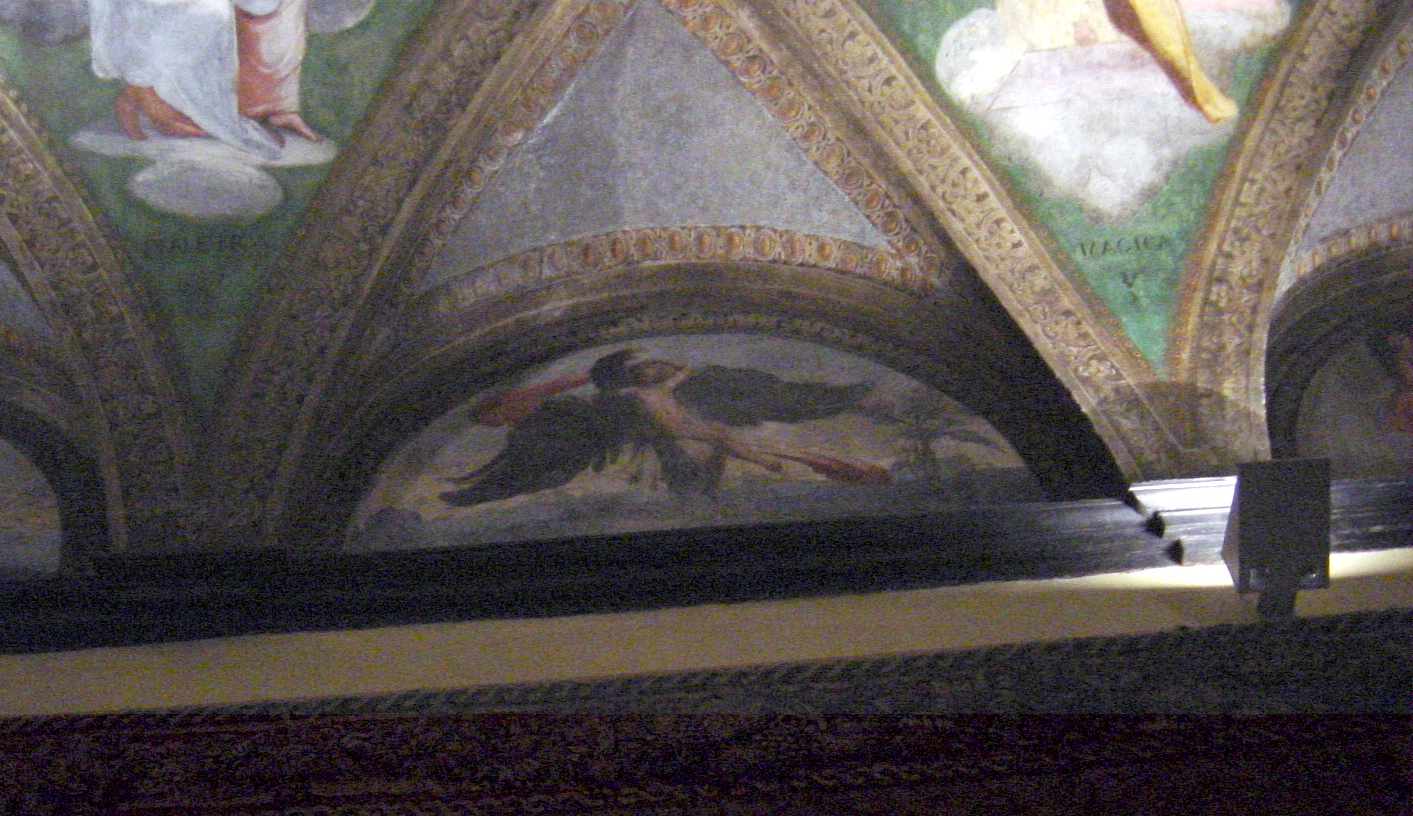
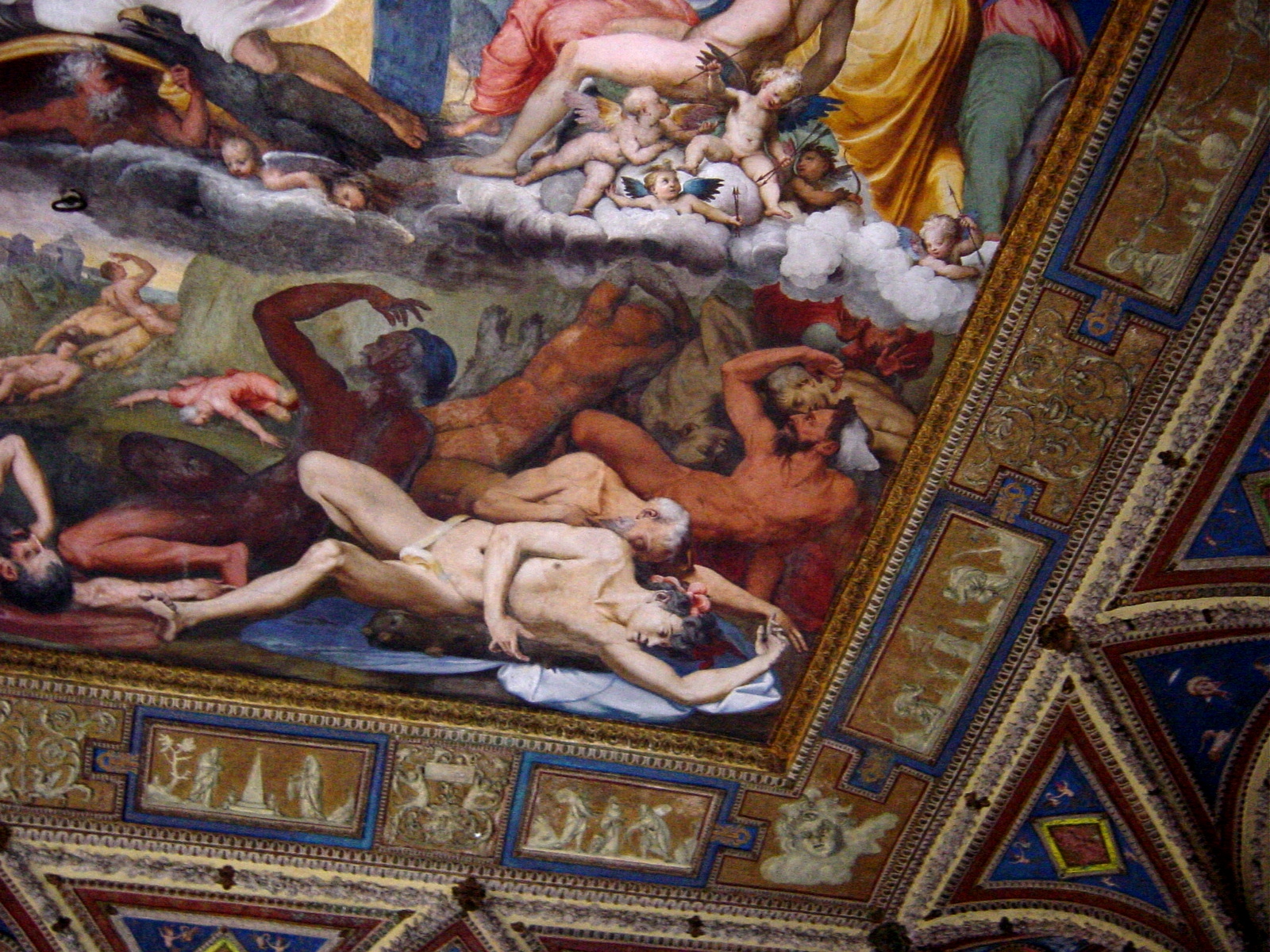
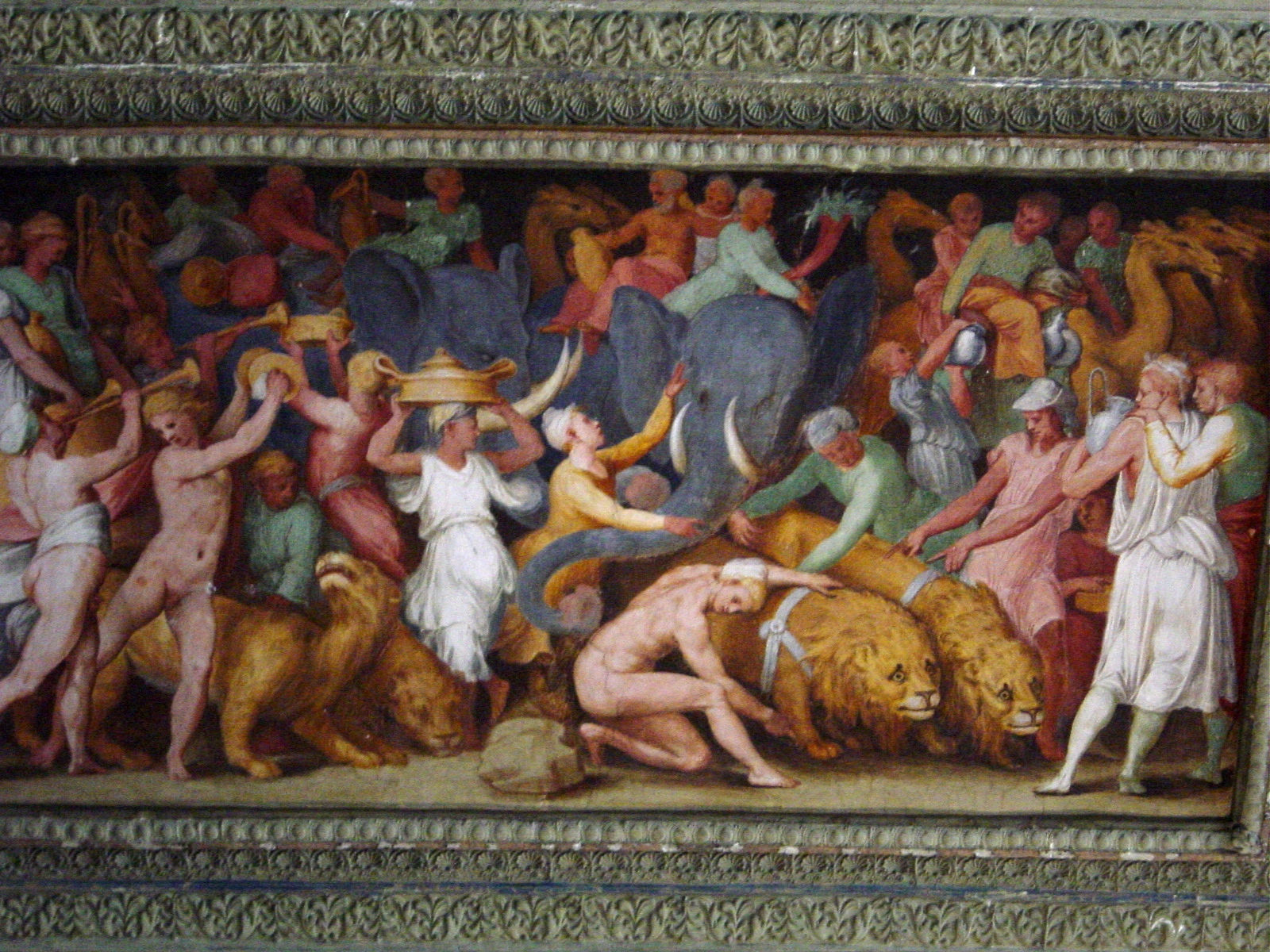
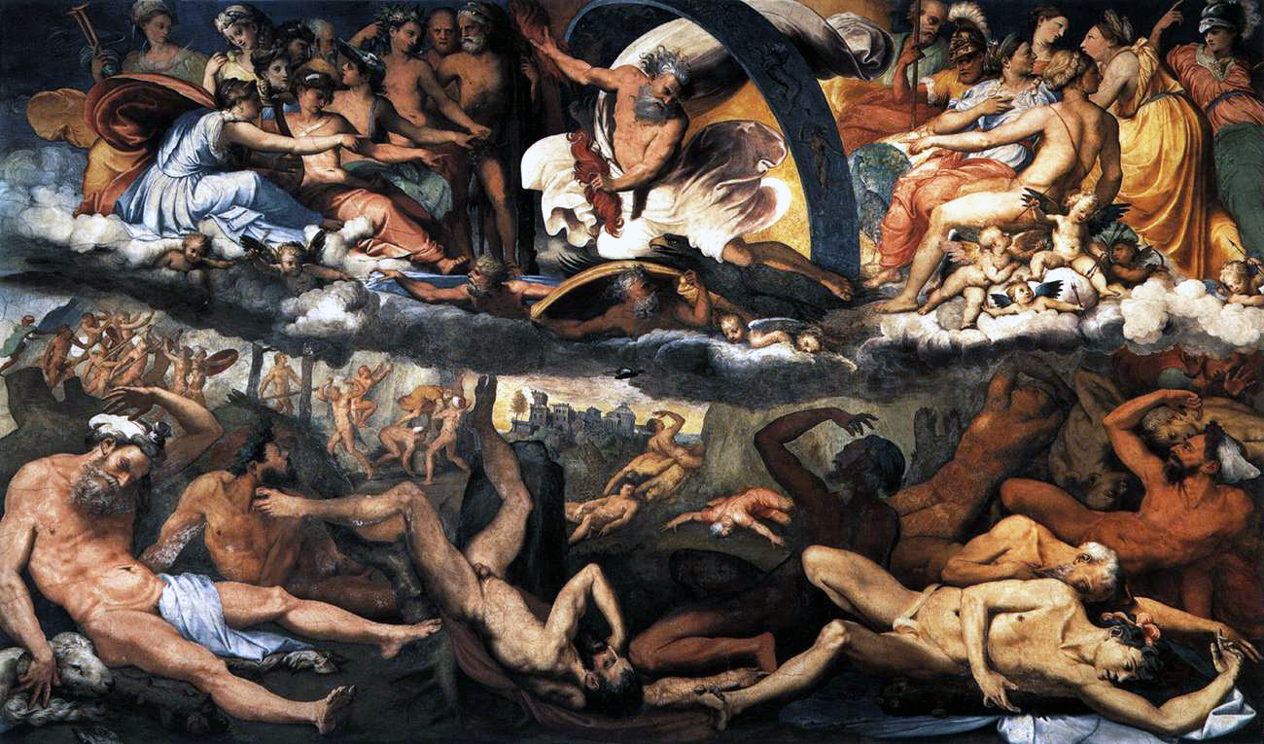
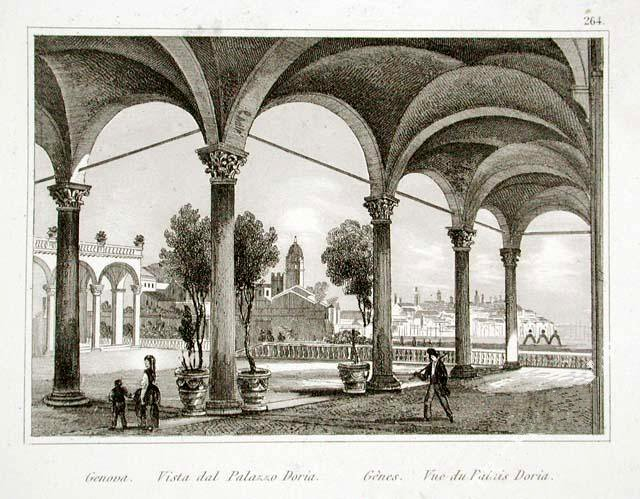
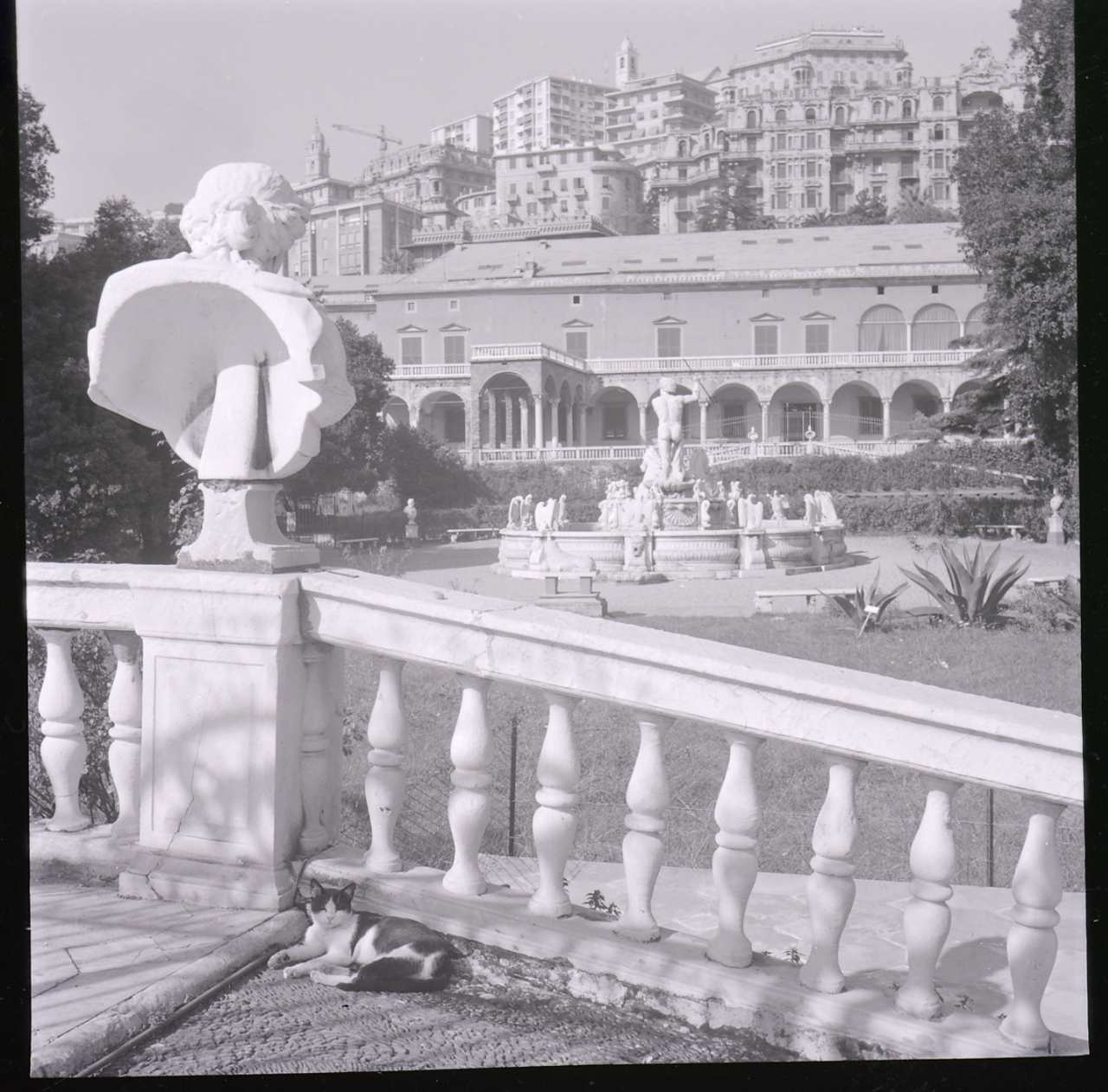
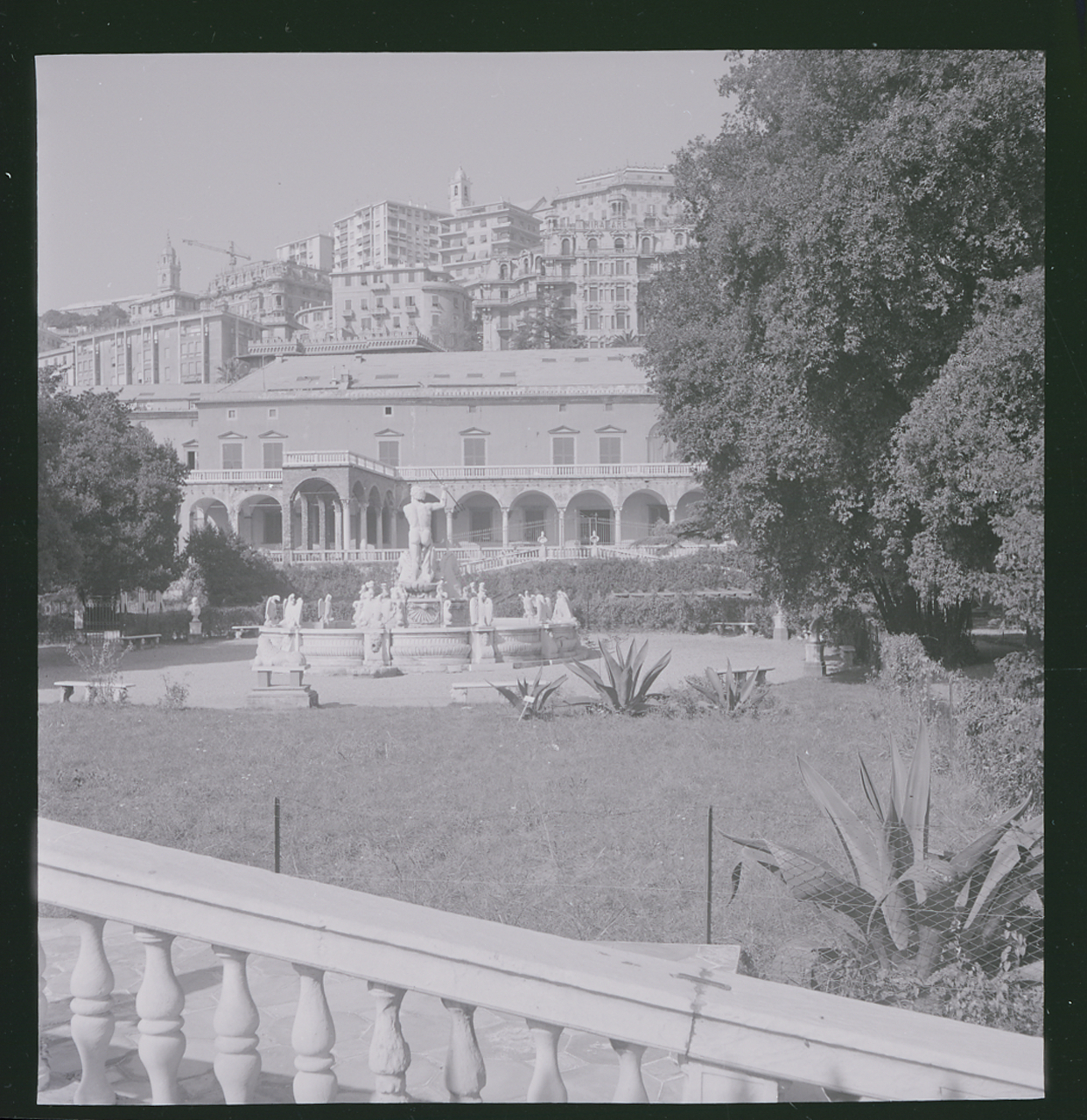
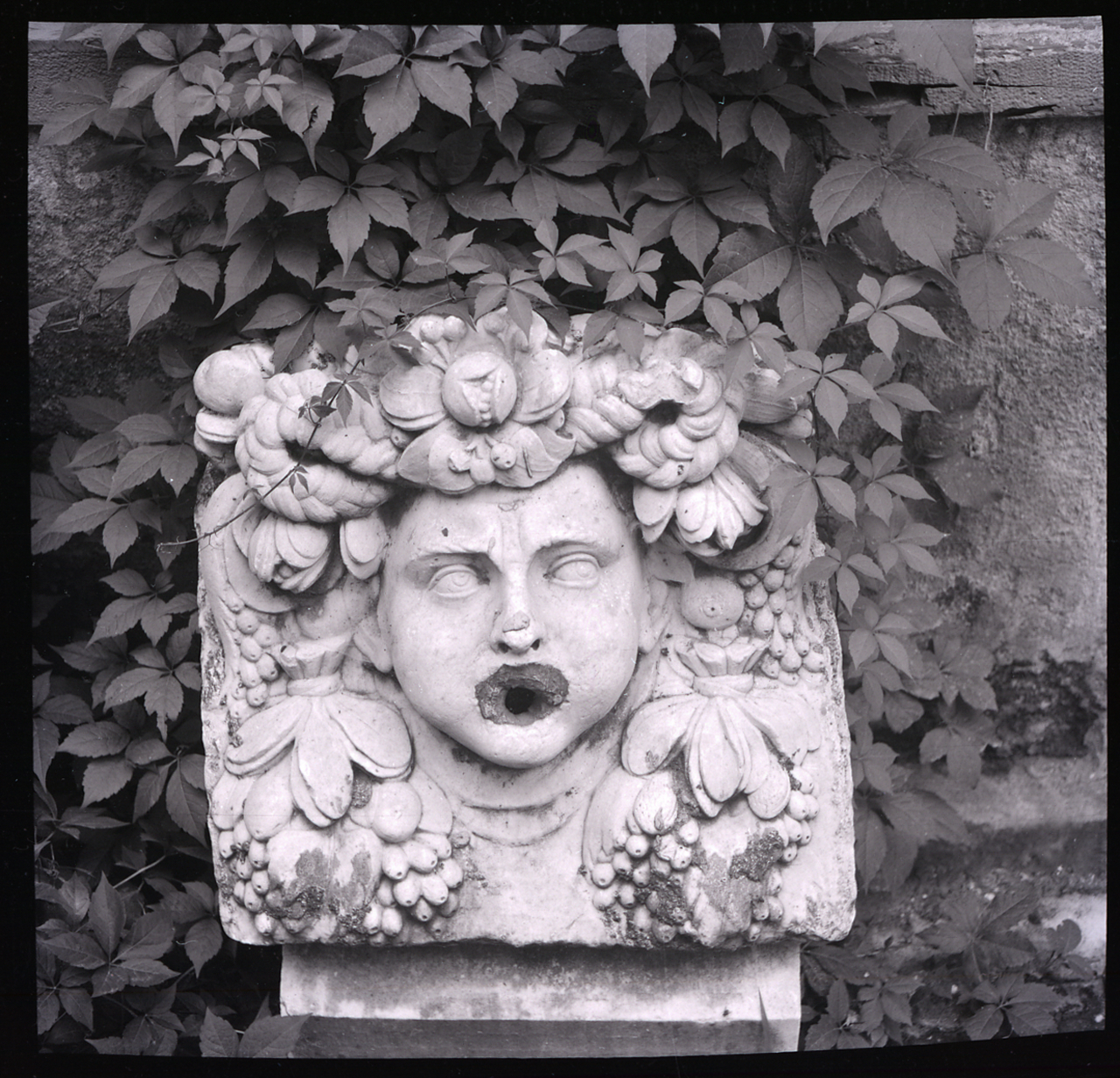
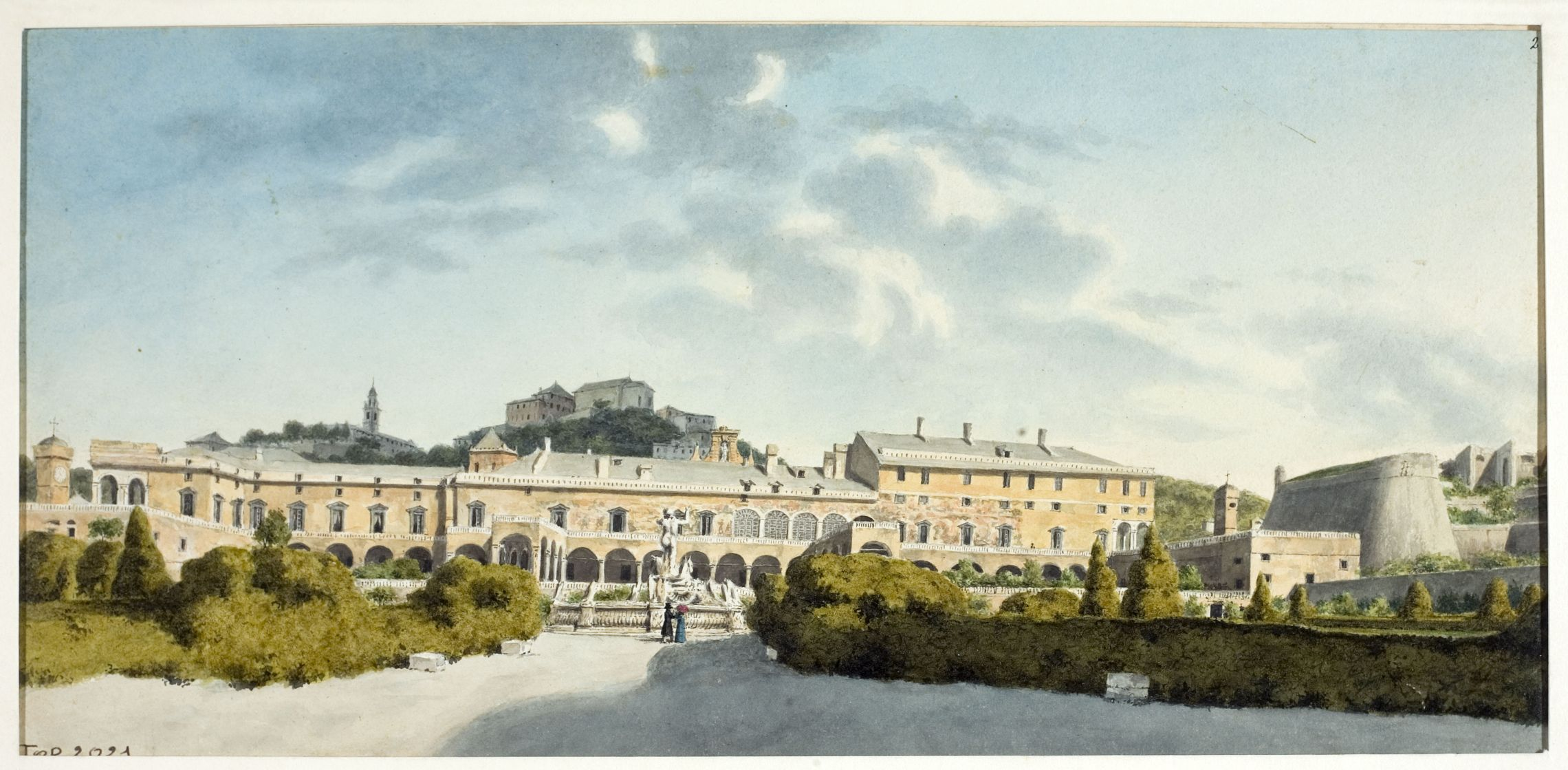
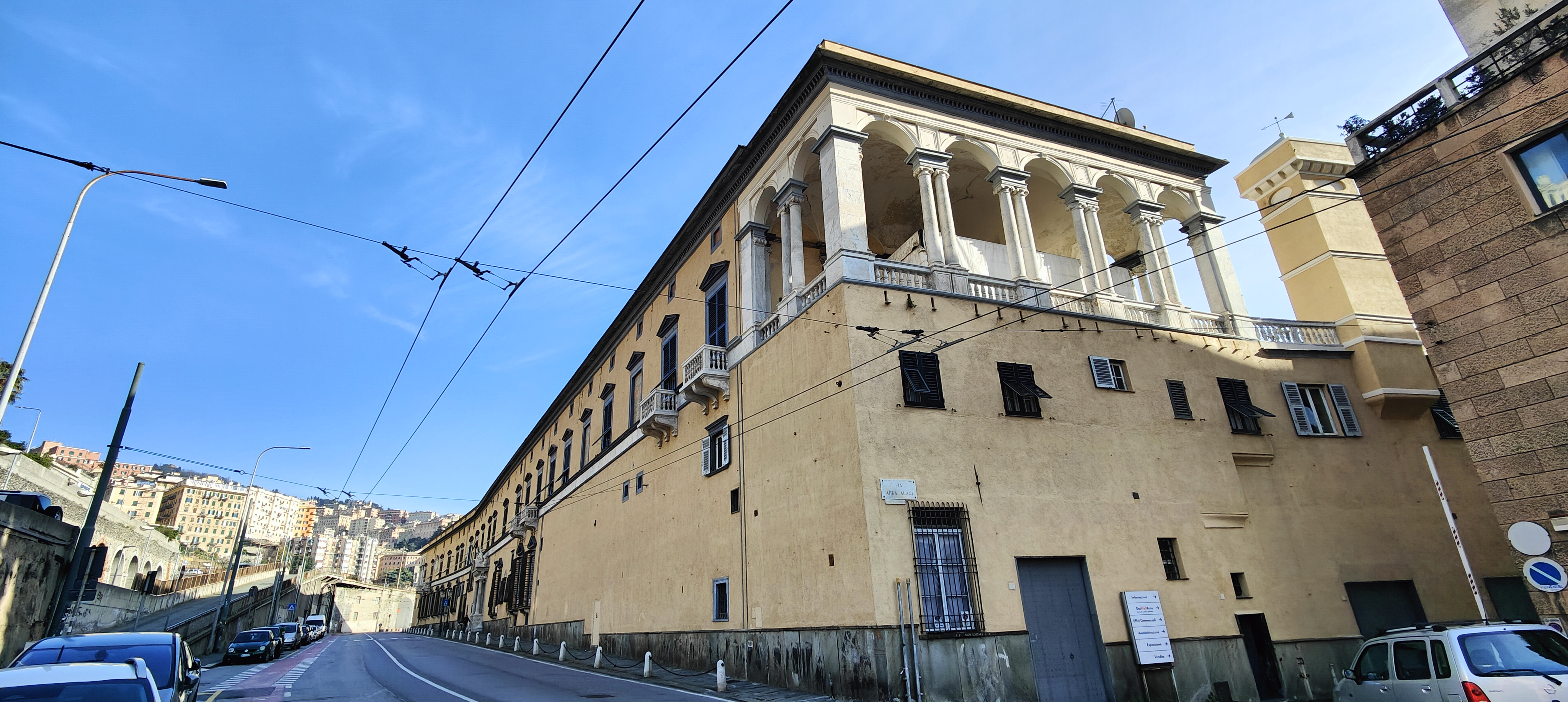
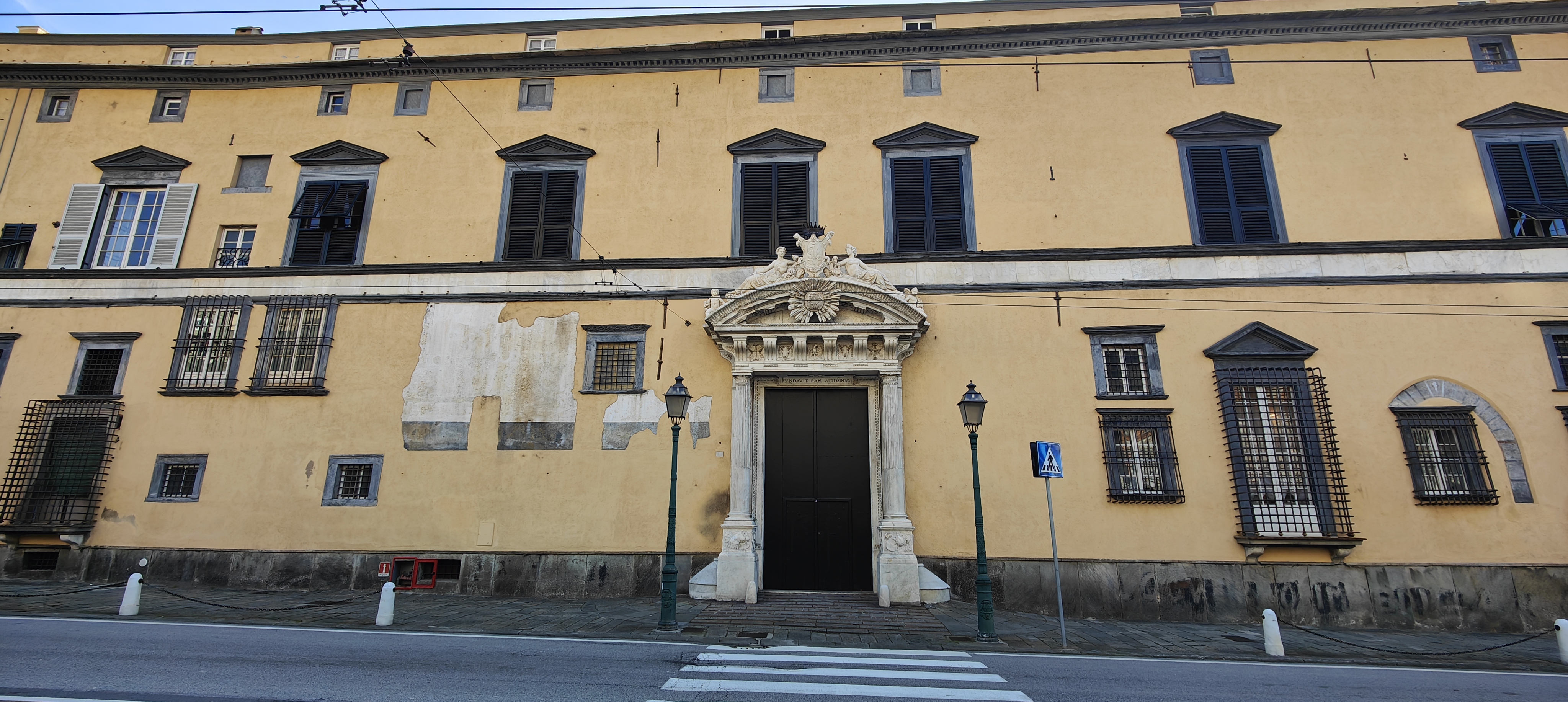